# Békés vármegye
Koordináták: é. sz. 46° 44′ 15″, k. h. 21° 02′ 41″46.737500°N 21.044722°E
Békés vármegye, 1950 és 2022 között Békés megye (németül: Komitat Bekesch, latinul: Comitatus Bekesiensis, románul: Comitatul Bichiș, szlovákul: Békešská stolica) közigazgatási egység Magyarországon, az Alföldön, az Dél-Alföld régióban és Kelet-Magyarország déli részén. 5631,05 km2-es területével hazánk 7. legnagyobb vármegyéje, amely Magyarország teljes területének mintegy 6,05%-át adja. Illetve közel 315 ezer fős lakosságával a 12. legnépesebb vármegyénk, ezzel hazánk népességének 3,28%-ával rendelkezik, népsűrűsége bőven az országos átlag alatt van.
Északról Hajdú-Bihar vármegye, északnyugatról Jász-Nagykun-Szolnok vármegye, nyugatról Csongrád-Csanád vármegye, délről és keletről pedig Románia határolja. Székhelye "a Viharsarok fővárosa", a híres gasztronómiai különlegességeiről és rendezvényeiről, például a hungarikumnak számító csabai kolbászról és az erre alapozott fesztiválról híres Békéscsaba. De nevezetesebb települései közé tartozik a középkori várkastélyáról, húsiparáról, illetve várfürdőjéről ismert Gyula, a fontos ipari és mezőgazdasági város, illetve fürdőváros Orosháza, illetve az arborétumáról és a Mini Magyarországról nevezetes Szarvas.
Magyarország délkeleti részén, az Alföldön helyezkedik el, Romániával határos. Területe síkvidéki, amelyet elsősorban a Körösök folyórendszere határoz meg, így jelentős a vízrajzi hálózata. A Körösök (Fehér-, Fekete- és Kettős-Körös) mellett a Holt-Körös is fontos természeti érték. Talaja termékeny, elsősorban csernozjom, ezért a megye az ország egyik legfontosabb mezőgazdasági területe, ahol szántóföldi növénytermesztés és állattenyésztés dominál. Az éghajlat kontinentális, meleg nyarakkal és hideg telekkel. A megye jelentős részét természetvédelmi területek borítják, például a Körös-Maros Nemzeti Park, amely gazdag madár- és növényvilágáról híres. Földrajzi fekvése kedvez a turizmusnak, különösen a termál- és gyógyfürdők körében. Legmagasabb pontja a megye délkeleti részén található, Battonya térségében levő Livius-halom, mely mindössze 107 méteres magassággal rendelkezik.
Területe a Kr.e. 5. évezred óta lakott, majd a magyarok honfoglalása után a Csolt nemzetség birtoka lett. Az államalapítás idején I. István király hozta létre a vármegyét, amely fontos királyi közigazgatási egységgé vált. A tatárjárás idején a megye elnéptelenedett, majd a török hódítás alatt is súlyos pusztítás érte; több város, köztük Gyula és Békés is elpusztult. A 18. században, az oszmánok kiűzése után, a megye újra benépesült, magyarok mellett szlovákok, németek, szerbek és románok is érkeztek. Az 1858-ban megnyitott Pest-Békéscsaba vasútvonal fellendítette a gazdaságot, és a megye mezőgazdasági központtá vált. Az I. világháború után a megye periférikus helyzetbe került, de Békéscsaba, 1950 óta a megye székhelye, fontos gazdasági és közigazgatási központ maradt. Az iparosodás a 20. század második felében újabb fejlődést hozott a térségnek.

## Nevének eredete
Békés megye neve a "Békés" település nevéből származik, amely eredetileg egy földvár volt, és valószínűleg az első várúr nevét viselte. A "Békés" név személynévi eredetű, és valószínűleg a "béke" főnévből származik.

## Címer
Az 1724-es leírás szerint Békés vármegye címere egy függőleges tengely mentén kétfelé osztott (hasított) reneszánsz pajzsot ábrázol.
- A jobb oldali kék mezőben, a zöld hármashalmon, természetes színű, fegyverzett oroszlán ágaskodik. A nyitott szájából vörös nyelv hajlik ki, és felemelt kettős farkát a háta mögött tekergetve balra fordul, mellső bal mancsában három aranyló búzaszálat tart, míg jobb mellső mancsában meztelen ezüst szablyát villogtat. A feje fölött lebegő Szent Koronára tekint.
- A pajzs bal oldali zöld mezőjét három ezüst pólya osztja fel, amelyek a Fehér-, a Fekete- és a Sebes-Körösöket szimbolizálják, amelyek a megyén végighaladnak. A pajzsot három oldalról arany barokk ráma övezi, és a közöttük lévő vörös tér ezüst rutákkal és pontokkal damaszkozott. A pajzs felső élén nyitott, arany leveleskorona helyezkedik el, amely zafírokkal és rubintokkal van díszítve.[3]Békés vármegye történelmi címere

Békés vármegye történelmi címere

## Földrajz

### Domborzat
Magyarország délkeleti részén, az Alföld területén fekszik, és az ország egyik legsíkabb megyéje. Területének jelentős részét a Körös-Maros köze és a Körösök-Berettyó vidéke alkotja, ahol a felszín szinte tökéletesen sík. A megye tengerszint feletti magassága 81 és 106 méter között ingadozik, ami rendkívül csekély szintkülönbséget jelent, így Békés az egyik legalacsonyabban fekvő térség Magyarországon.
A domborzat kialakulásában a folyók játszották a legnagyobb szerepet. A megye területét egykor mocsarak és folyók uralták, amelyeket az emberi beavatkozás – ármentesítések, folyószabályozások – jelentősen átalakított. A Körösök és a Maros hordalékkúpjai, valamint az árvizek által lerakott üledékek formálták a térséget. Ennek köszönhetően a területen alig található természetes kiemelkedés, és a síkságot csak néhány dűnesor és folyómenti magaslat tagolja.
A vármegye legmagasabb pontjai a délkeleti részen, a Csanádi-háton találhatók, különösen Battonya térségében, ahol egyes halmok meghaladják a 106 méteres magasságot is. Ezzel szemben a legalacsonyabb pont Szarvas és Békésszentandrás között helyezkedik el, a Hármas-Körös partján, mindössze 81 méteres tengerszint feletti magassággal.
A síkság jellegéből adódóan a megye nagy részén az alföldi mezőgazdasági táj dominál. A termőföld kiváló minőségű, amit a folyók által lerakott hordalék és a löszös talajrétegek biztosítanak. Az enyhe hullámzású felszín és a mélyfekvésű területek miatt a belvízveszély is jelentős probléma lehet, különösen csapadékos időszakokban.
Békés vármegye síkvidéki jellege nemcsak a mezőgazdaságot határozza meg, hanem a településhálózatot és az infrastruktúrát is. A nagyobb városok – Békéscsaba, Gyula, Orosháza – jól megközelíthetők, mivel a sík terület kedvező a közlekedés számára.

### Éghajlat
Éghajlata mérsékelten kontinentális, amelyet a síkvidéki fekvés és a Kárpát-medence belső elhelyezkedése határoz meg. Az időjárást a nagy hőingadozások, az erős napsugárzás, valamint a mérsékelt csapadékmennyiség jellemzi. A megye Magyarország egyik legmelegebb és legszárazabb területe, ahol a hőmérsékleti és csapadékviszonyok nagyban befolyásolják a mezőgazdaságot.
Az éves középhőmérséklet 10,5–11 °C között mozog, ami valamivel magasabb az országos átlagnál. A nyár hosszú és forró, júliusban a napi maximum-hőmérséklet gyakran meghaladja a 30–35 °C-ot, különösen a száraz, csapadékmentes időszakokban. A téli hónapok viszonylag enyhék, de a sík terület miatt a hideg légtömegek akadálytalanul áramlanak be, így előfordulhatnak erős fagyok is. Januárban az átlaghőmérséklet -1 és -2 °C között mozog, de keményebb teleken akár -15 °C alá is csökkenhet.
A csapadékmennyiség éves szinten 500–600 mm között változik, ami az országos átlaghoz képest alacsonynak számít. A csapadék eloszlása egyenlőtlen: a legtöbb eső tavasszal és nyár elején hullik, míg az őszi és téli időszak jellemzően szárazabb. A nyári záporok és zivatarok gyakoriak, ezek néha jégesővel és viharos széllel is járhatnak.
A viszonylag kevés csapadék és a magas hőmérséklet miatt Békésben gyakori a szárazság, ami komoly kihívásokat jelent a mezőgazdaság számára. A csapadékhiányos időszakokat időnként aszályok kísérik, amelyek különösen nyáron okoznak problémát a növénytermesztésben. Az évi napfénytartam meghaladja a 2000 órát, ami kedvez a mezőgazdasági termelésnek, különösen a gabonafélék és napraforgó termesztésének.
A sík terület miatt a megye területén gyakran előfordul erős, tartós szél, amely főként az északnyugati és délkeleti irányból érkezik. Tavasszal és ősszel gyakoriak az élénk szelek, amelyek a mezőgazdasági munkákat is befolyásolhatják. Téli időszakban a hideg szelek ronthatják a hőérzetet, míg nyáron a forró, száraz szelek hozzájárulnak az aszály kialakulásához.
Éghajlati adottságai nagyban meghatározzák a mezőgazdasági termelést. A hosszú, meleg nyár és a magas napfénytartam ideális környezetet biztosít a szántóföldi növények, például a búza, kukorica és napraforgó számára. Ugyanakkor a gyakori aszályos időszakok és a csapadékhiány kihívást jelent, ezért az öntözés egyre nagyobb szerepet kap a mezőgazdaságban.
A forró nyarak miatt gyakoriak a hőhullámok, amelyek különösen az idősek és a krónikus betegek számára jelentenek veszélyt. Télen a síkvidéki területeken a hótakaró ritkán marad meg tartósan, de a hideg szelek miatt a téli hónapokban is kellemetlen lehet az időjárás.

### Geológia
Geológiai szempontból az ország egyik legjellegzetesebb síkvidéki területe. A megye területét vastag homokos-löszös üledékréteg borítja, amely az évezredek során a folyók és a szél által lerakott anyagokból alakult ki.
A felszín alatt jelentős mélységben találhatók a Pannon-tenger üledékei, amelyek homokból, agyagból és mészkőből állnak. Ezek az üledékek gazdag ásványkincseket rejtenek, amelyek közül kiemelkedik a földgáz. Békés megye az ország egyik legjelentősebb földgázlelőhelye, az ország készletének mintegy egyötöde itt található.

### Vízrajz
Vízrajza rendkívül gazdag és meghatározó szerepet játszik a térség földrajzában, ökoszisztémájában és gazdaságában. A megye síkvidéki elhelyezkedése miatt a vízrendszerek döntően folyókhoz, csatornákhoz és holtágakhoz kötődnek, amelyek egykor kiterjedt mocsárvidékeket és ártereket alkottak. A 19. századi folyószabályozások és ármentesítések drasztikusan átalakították a megye vízhálózatát, létrehozva a ma ismert vízrendszert.
A vármegye legjelentősebb vízfolyásai a Körösök, amelyek a térség meghatározó vízrendszerét alkotják. A Körösök több ágra oszlanak, amelyek különböző forrásokból származnak és Békés vármegye területén egyesülnek. A Körösök szabályozásáig a megye területének jelentős részét mocsarak és árterek borították. A folyószabályozások következtében ma már főként mesterséges gátak és csatornák irányítják a vízfolyásokat.
A síkvidéki elhelyezkedés miatt a vármegye mindig is ki volt téve az árvizeknek. Az ármentesítési munkálatok már a 19. században elkezdődtek, és a folyók szabályozásával jelentősen csökkent az árvizek kockázata. Ma a Körös-vidéki Vízügyi Igazgatóság felelős a vízgazdálkodásért és árvízvédelemért. Az árterek gátakkal történő leválasztása csökkentette a nagyobb áradások veszélyét, azonban a sík terület miatt továbbra is fennáll a belvízveszély, különösen csapadékos időszakokban.
Vízrendszerei meghatározó szerepet játszanak a mezőgazdaságban. A folyók által lerakott üledékek rendkívül termékeny talajokat hoztak létre, amelyek kedvezőek a növénytermesztés számára. Ugyanakkor a csapadékhiányos időszakok és a nyári aszályok miatt az öntözőrendszerek kiépítése egyre fontosabbá válik. A folyók és holtágak a turizmus szempontjából is jelentősek. A Körösök mentén számos vízi sportolási lehetőség található, beleértve a horgászatot, kajakozást és evezést. A természetvédelmi területek és holtágak különleges ökoszisztémát biztosítanak, amely kedvelt célpont a természetjárók és madármegfigyelők számára.
A síkvidék folyamatosságát a viszonylag sűrű folyóhálózat tagolja. A vármegyének szám szerint 8 folyóvize van:
- Körösök (Fehér,- Fekete,- Kettős,- Sebes-és Hármas-Körös)
- Berettyó
- Száraz-ér
- Hortobágy-Berettyó

Nagyobb állóvizek:
- Biharugrai halastavak
- Kákafoki-holtág (Magyarország 5. legnagyobb állóvize)
- Békéscsabai Téglagyári tavak

Csatornák:
- Élővíz-csatorna

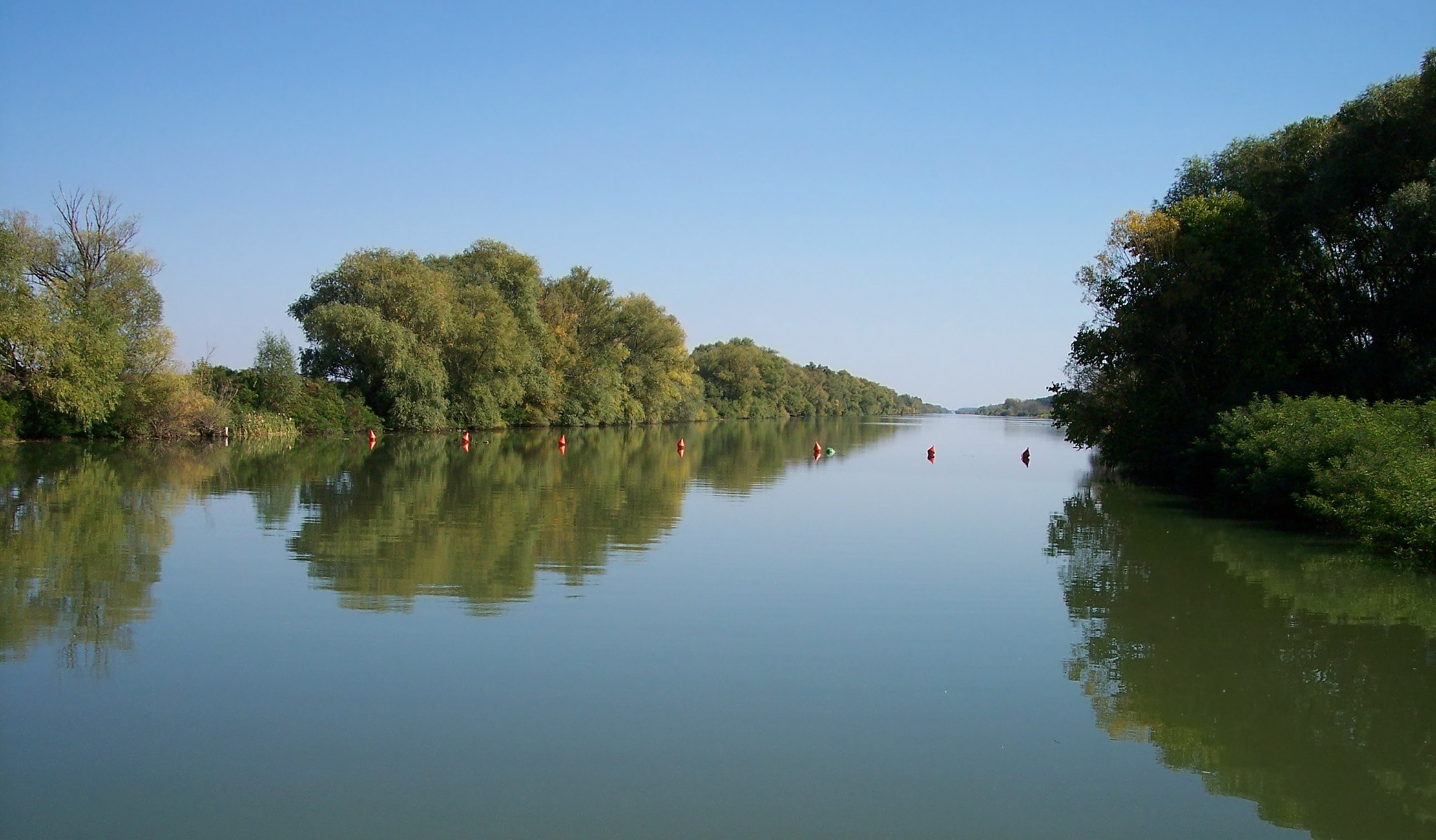
Kettős-Kőrös
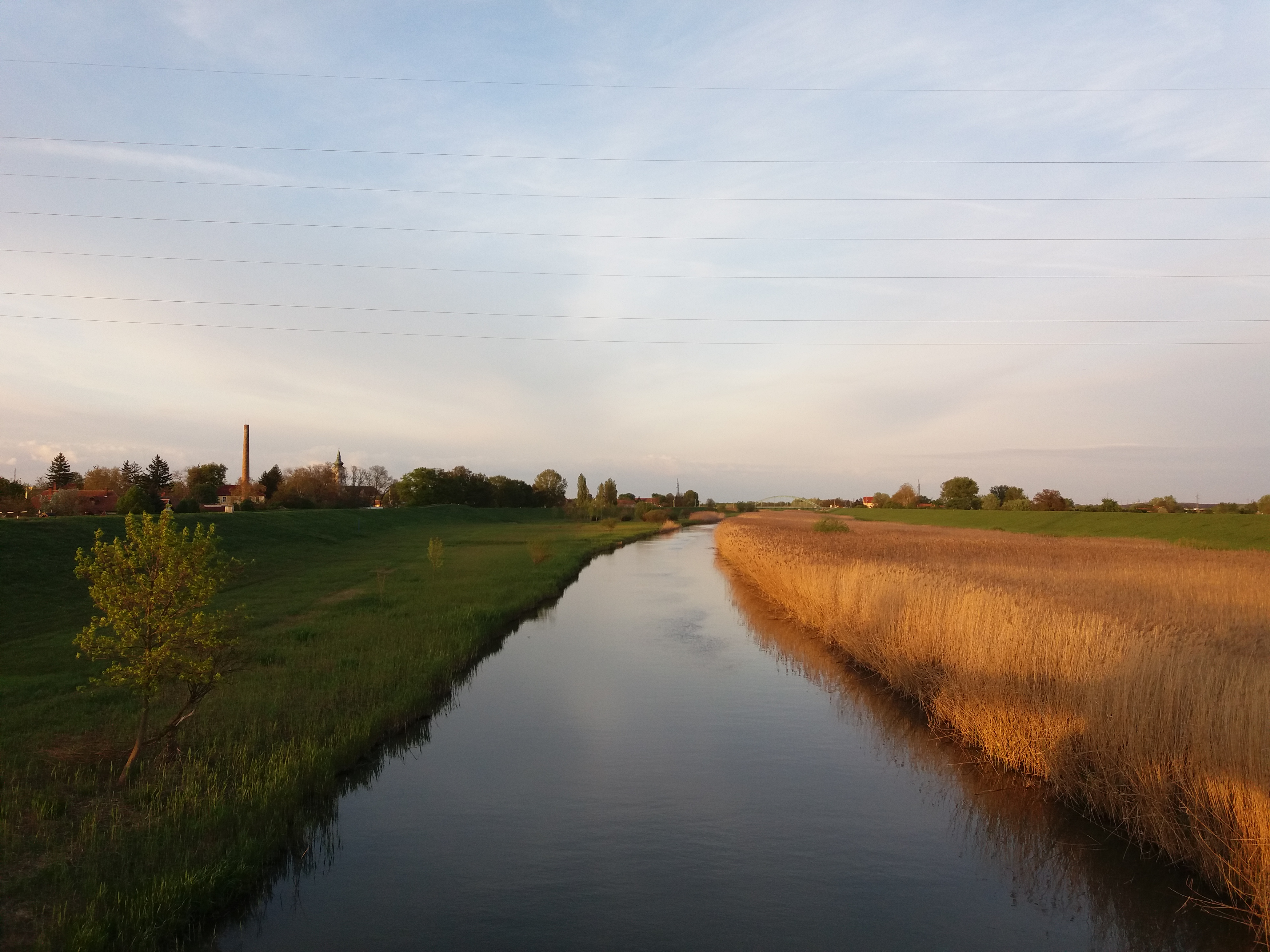
Berettyó
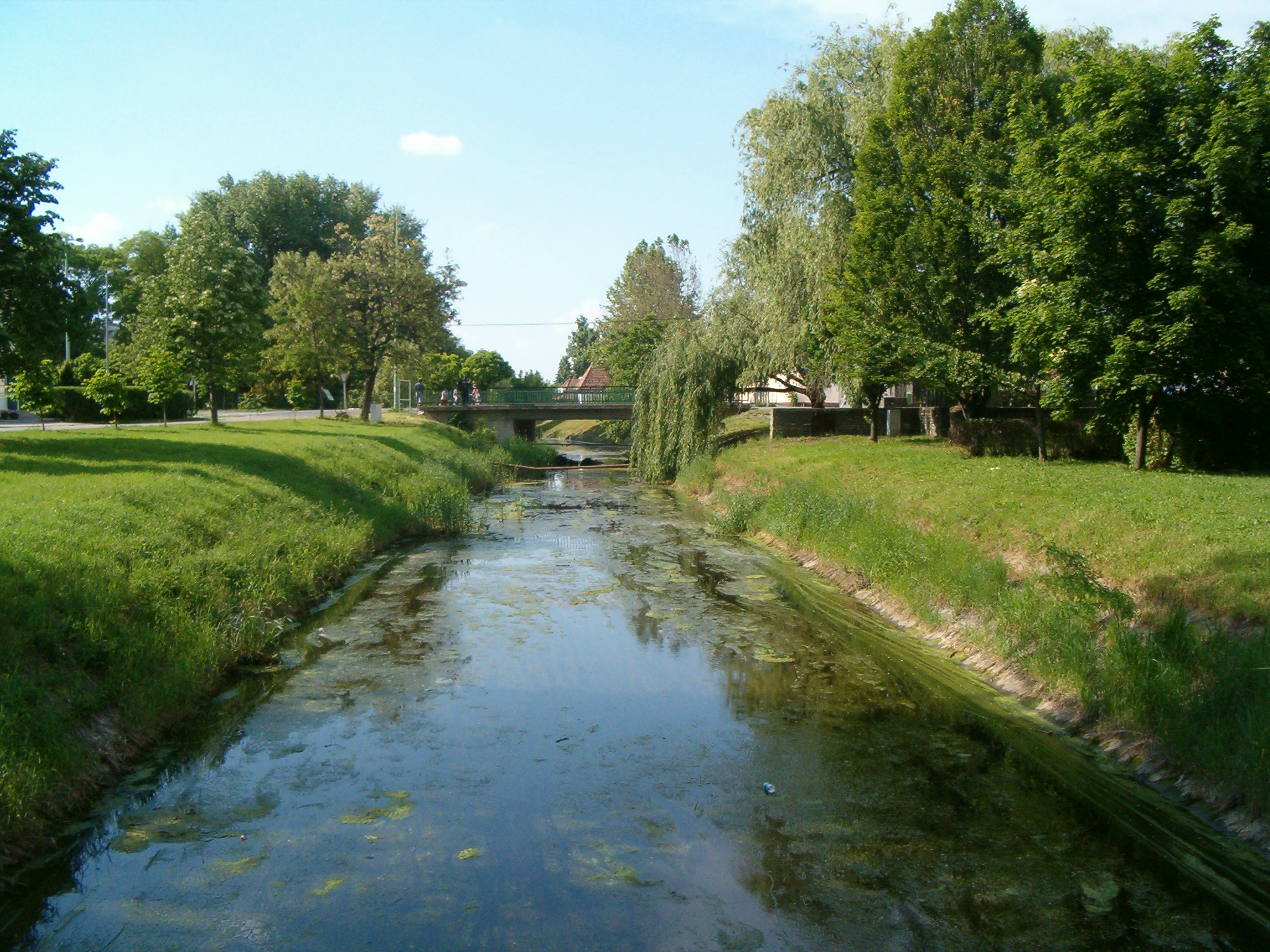
Száraz-ér
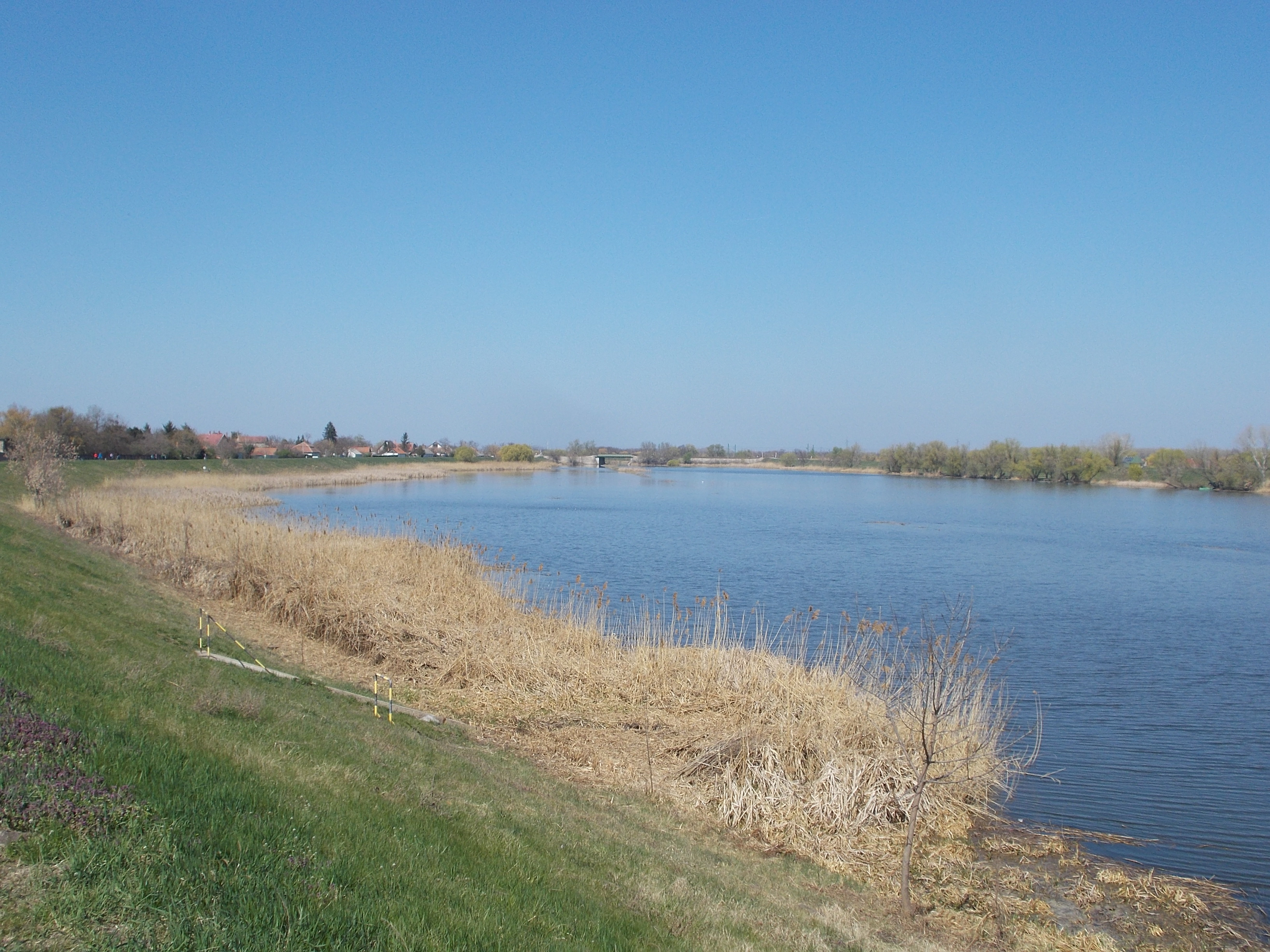
Hortobágy-Berettyó
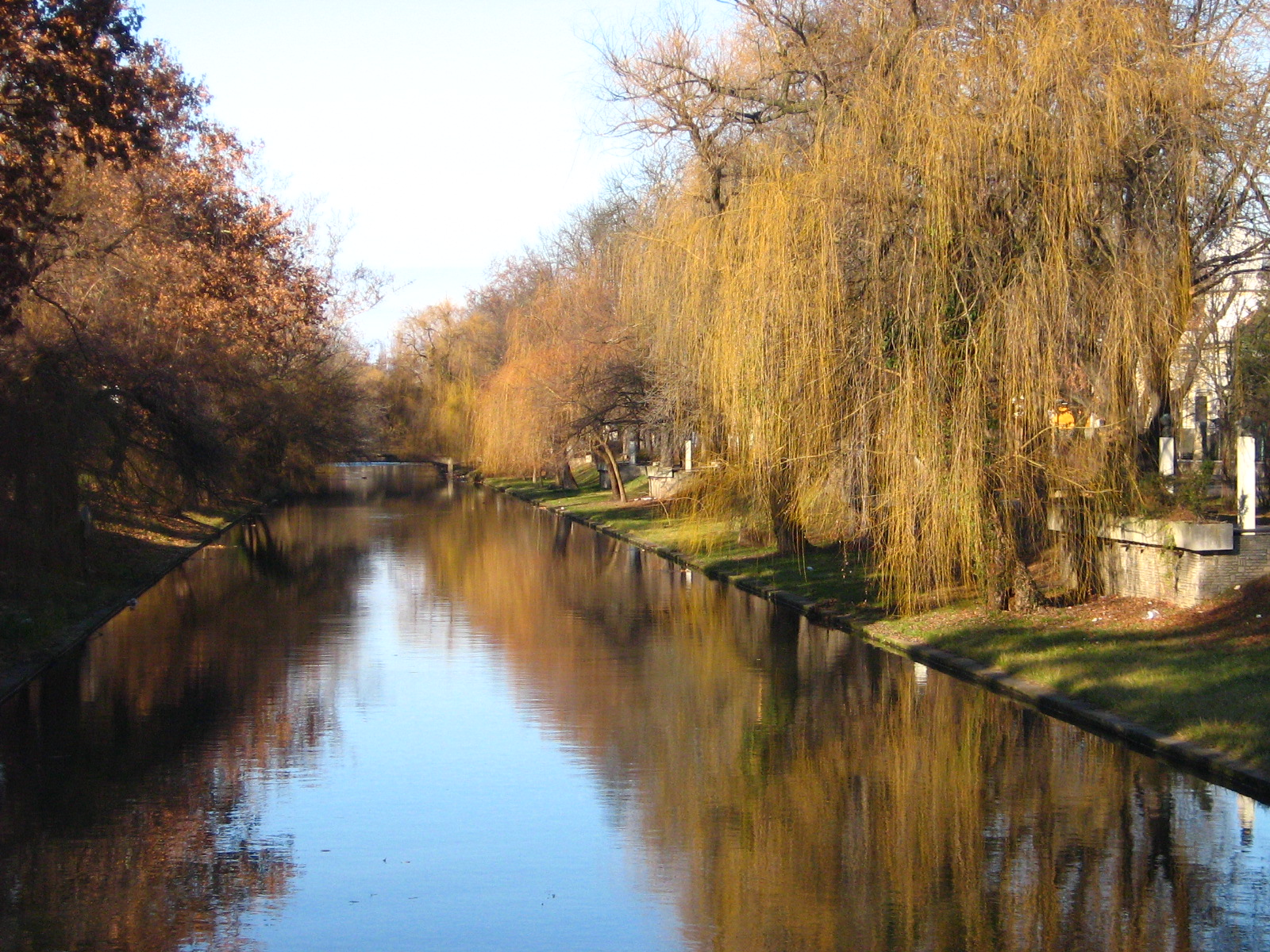
Élővíz-csatorna

### Élővilág, természetvédelem
A természetes növénytakaró eredetileg erdős-ligetes sztyeppe volt, azonban ezt legkésőbb a 19. század végére mindenhol feltörték, majd a nagy folyószabályozások idején maradék természetes jellegét is elvesztette, szántófölddé és kultúrtájjá alakult. A vármegye területén így mára kb. 25 ezer hektárra csökkent az erdős terület, az is főleg a vármegye északkeleti részén található (Mályvádi erdők és a Körös folyók ártéri erdői). A terület mai állatvilága is ehhez alkalmazkodott, de apróvadak viszonylag nagy számban találhatók a területen.
A megye síkvidéki tájai, folyói, mocsarai és erdőségei gazdag biodiverzitást eredményeznek. A Körös-Maros Nemzeti Park területén található Kis-Sárrét például egykor kiterjedt mocsárvilág volt, amely ma is számos vízimadár fajnak nyújt élőhelyet. A Biharugrai- és Begécsi-halastavak tórendszere, amely az ország második legnagyobb halastórendszere, különösen fontos a madárvilág számára, és számos ritka faj megfigyelésére ad lehetőséget.
Az erdős területeken, mint például a Bélmegyeri Fáspuszta, őshonos fafajok, köztük tölgyek és szilfák találhatók, amelyek gazdag aljnövényzettel és változatos állatvilággal rendelkeznek. A megye szikes pusztái és gyepei, mint a Dévaványai-Ecsegi puszták, a túzok (Otis tarda) egyik legfontosabb élőhelyei Magyarországon.
A természetvédelmi területek megóvása érdekében a megye számos védett területtel rendelkezik. A Körös-Maros Nemzeti Park mozaikos felépítésű, összesen 51 125 hektárnyi területet foglal magában, amelyből 6 419 hektár fokozottan védett.
A nemzeti park különböző részterületei, mint például a Kis-Sárrét, a Dévaványai-Ecsegi puszták vagy a Kígyósi-puszta, mind egyedi természeti értékeket képviselnek, és különleges élőhelyeket biztosítanak számos faj számára. A természetvédelmi erőfeszítések célja ezen élőhelyek megőrzése és fenntartható kezelése.

A megye területén található halastavak, mint például a Biharugrai Halgazdaság, működésük során különös figyelmet fordítanak a természeti értékek megőrzésére és az ökológiai viszonyok fenntartására.

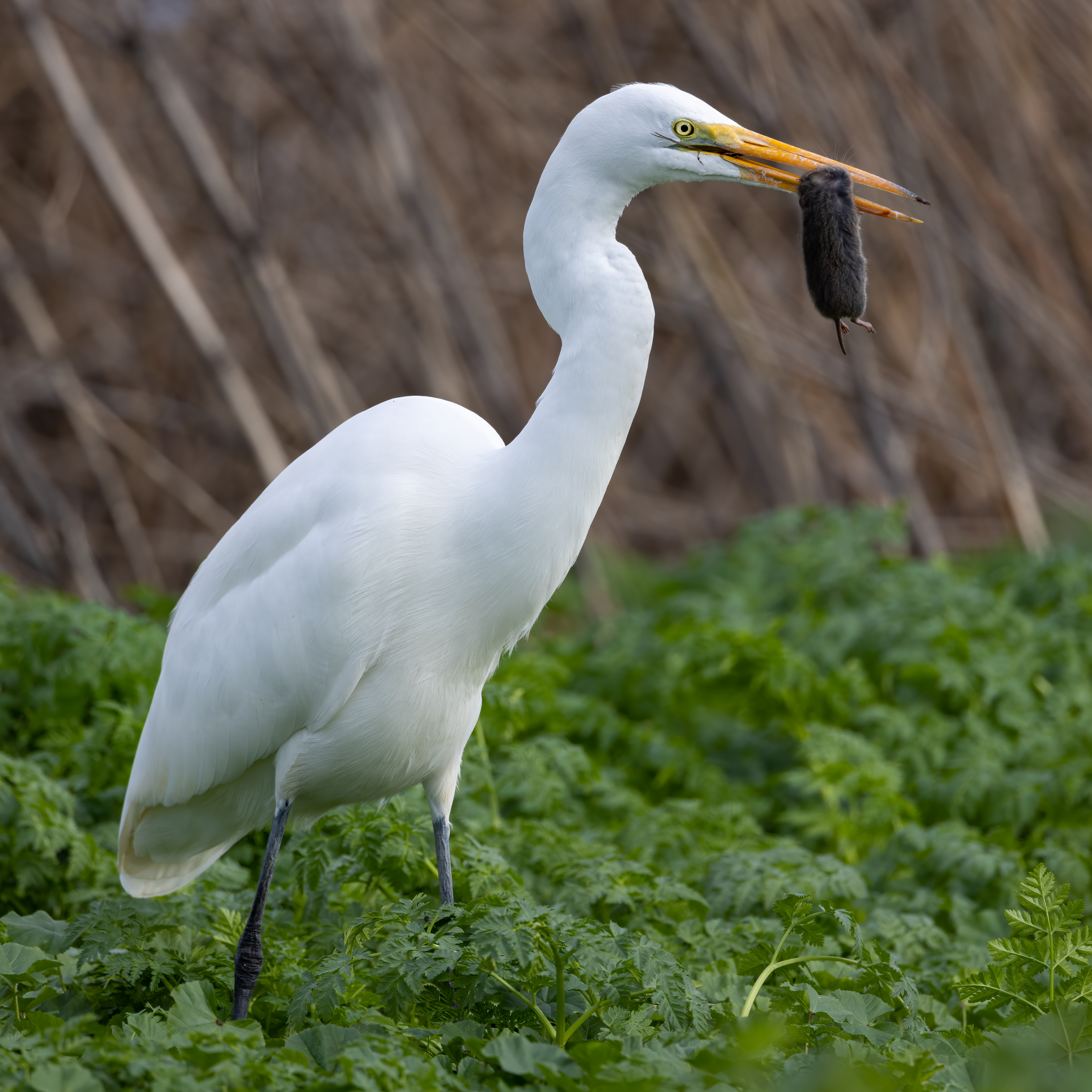
Nagy kócsag
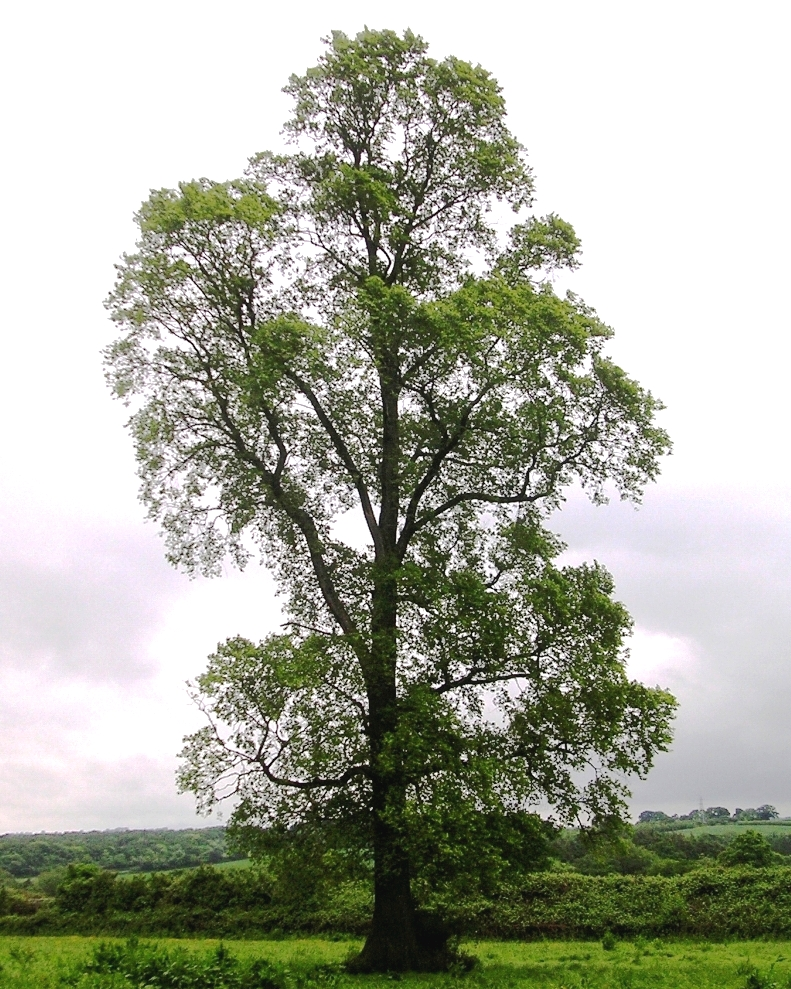
Szilfa
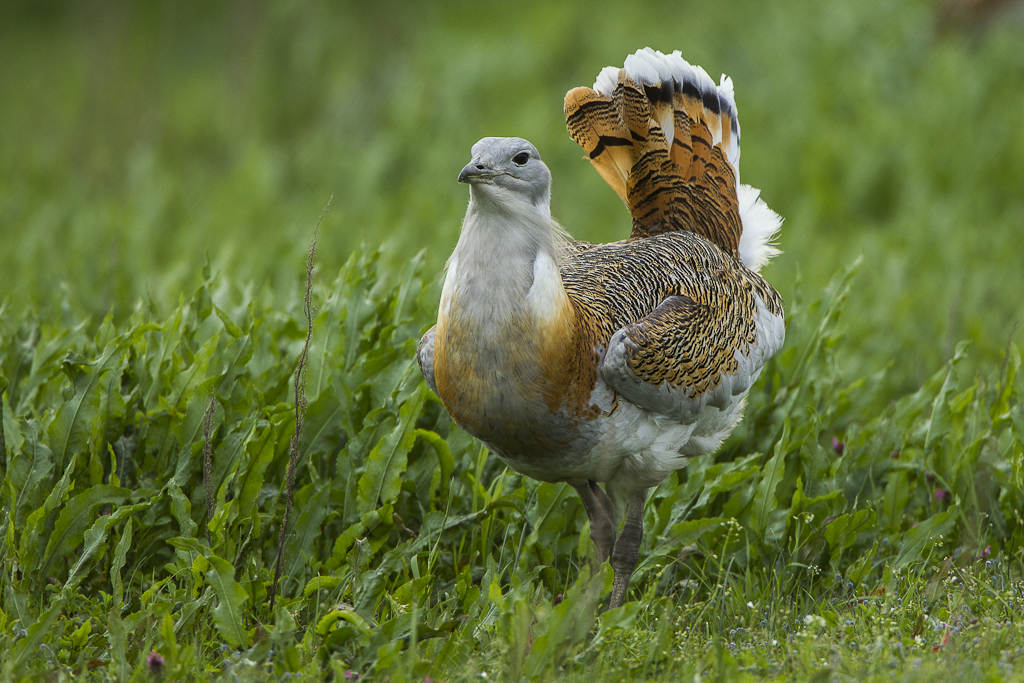
Túzok
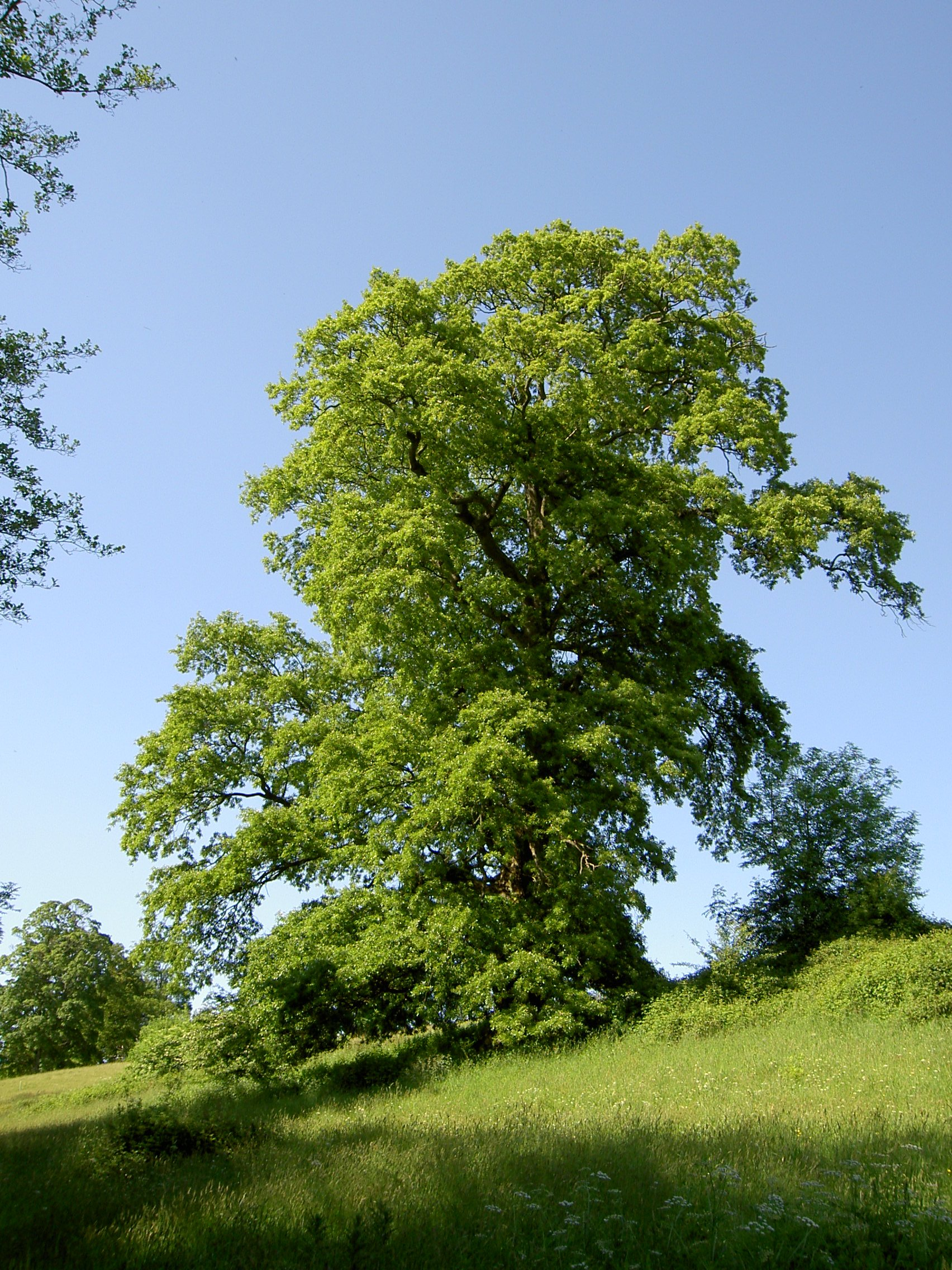
Tölgy
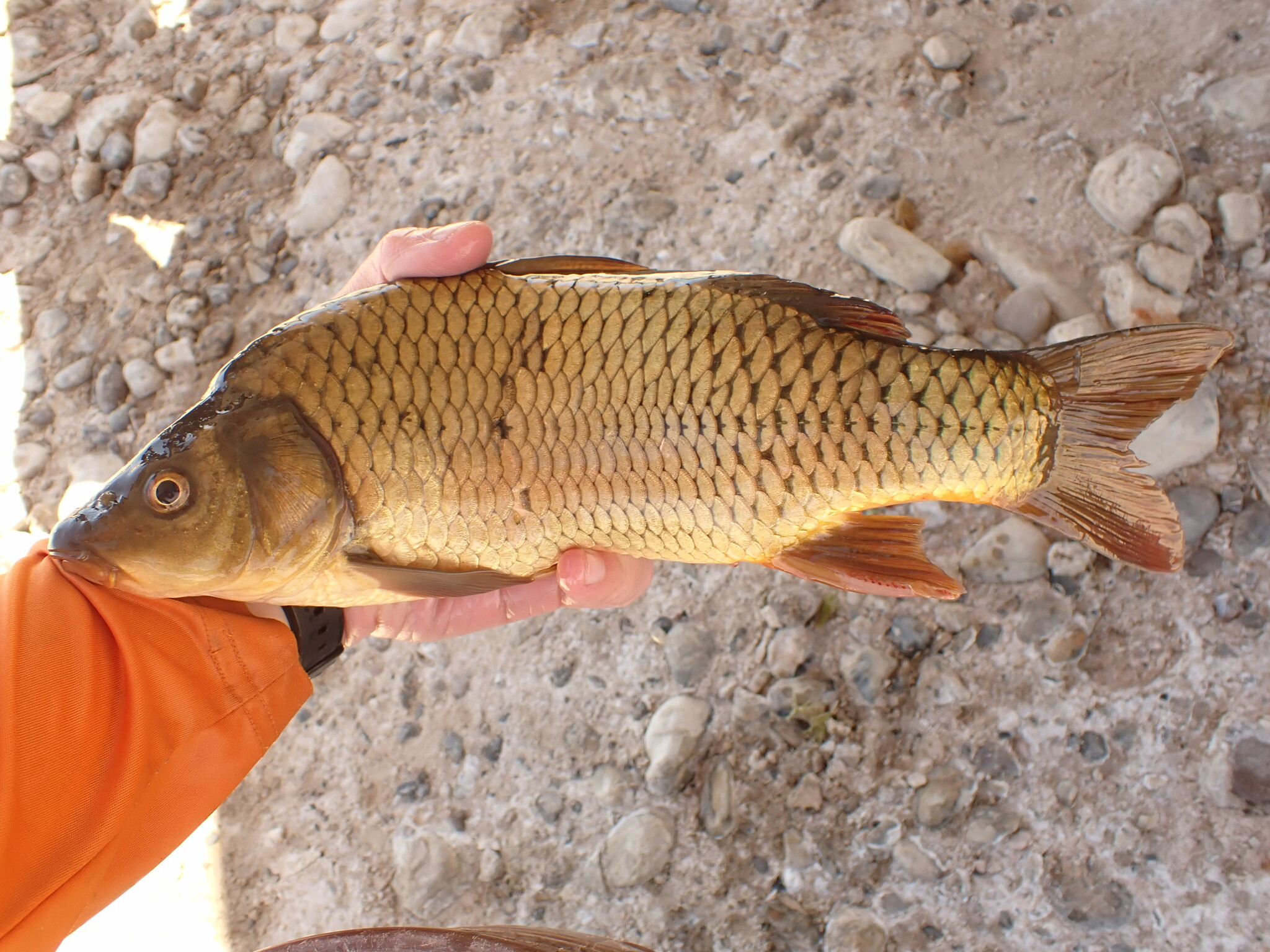
Ponty

### Békés vármegye jellemző földrajzi pontjai
- Szélső települések égtájak szerint:
  - a vármegye legészakibb települése Bucsa (Szeghalmi járás),
  - a vármegye legdélibb települése Battonya (Mezőkovácsházai járás),
  - a vármegye legkeletibb települése Körösnagyharsány (Sarkadi járás),
  - a vármegye legnyugatibb települése Békésszentandrás (Szarvasi járás).
- Legmagasabb pontja:
  - Livius-halom (107 m).

## Történelem

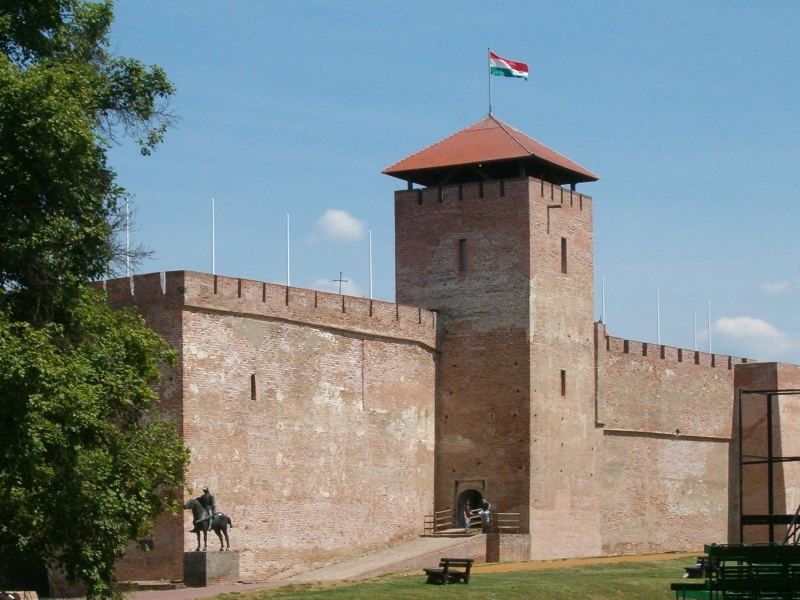
A gyulai vár

A terület lakott volt már az i. e. 5.-4. évezredben is (Körös-kultúra). Az i. e. 1. évezredben készülhetett a mai Pusztaföldvár melletti Nagy-Tatársánc nevű földvár. A honfoglalás előtt rengeteg különböző törzs élt a területen: szkíták, kelták, gepidák, szarmaták, avarok. A honfoglalás után a Vata nemzetség birtoka volt. A 11. században létrejövő Békés vármegye székhelye Békés lett. A népnyelvben emlegették egykor Békésország név alatt is.
A 15. század elején felépült a gyulai vár. Gyula ekkor a vármegye legjelentősebb települése volt, később Mátyás király vármegyeszékhelynek nevezte ki. A török elleni harcban a gyulai végvár fontos szerepet játszott, 1566-ban azonban több, mint egy hónapos véres ostromot követően elfoglalták. A kimerült védőket a törökök ígéretük ellenére lemészárolták. Az állandó harcok következtében a vármegye rengeteg települése elpusztult, a lakosság alig 10%-a maradt életben.
A 18. század elején, a törökök kiűzése és a Rákóczi-szabadságharc után a vármegye elkezdett újra benépesülni, nagyrészt Harruckern bárónak köszönhetően. Nemcsak magyarokkal, hanem szlovákokkal (Békéscsaba, Endrőd, Szarvas, Tótkomlós), szerbekkel (Battonya), németekkel (Németgyula, Elek), románokkal (Kétegyháza). Az idegen lakosság a 19. század közepére nagyrészt asszimilálódott.

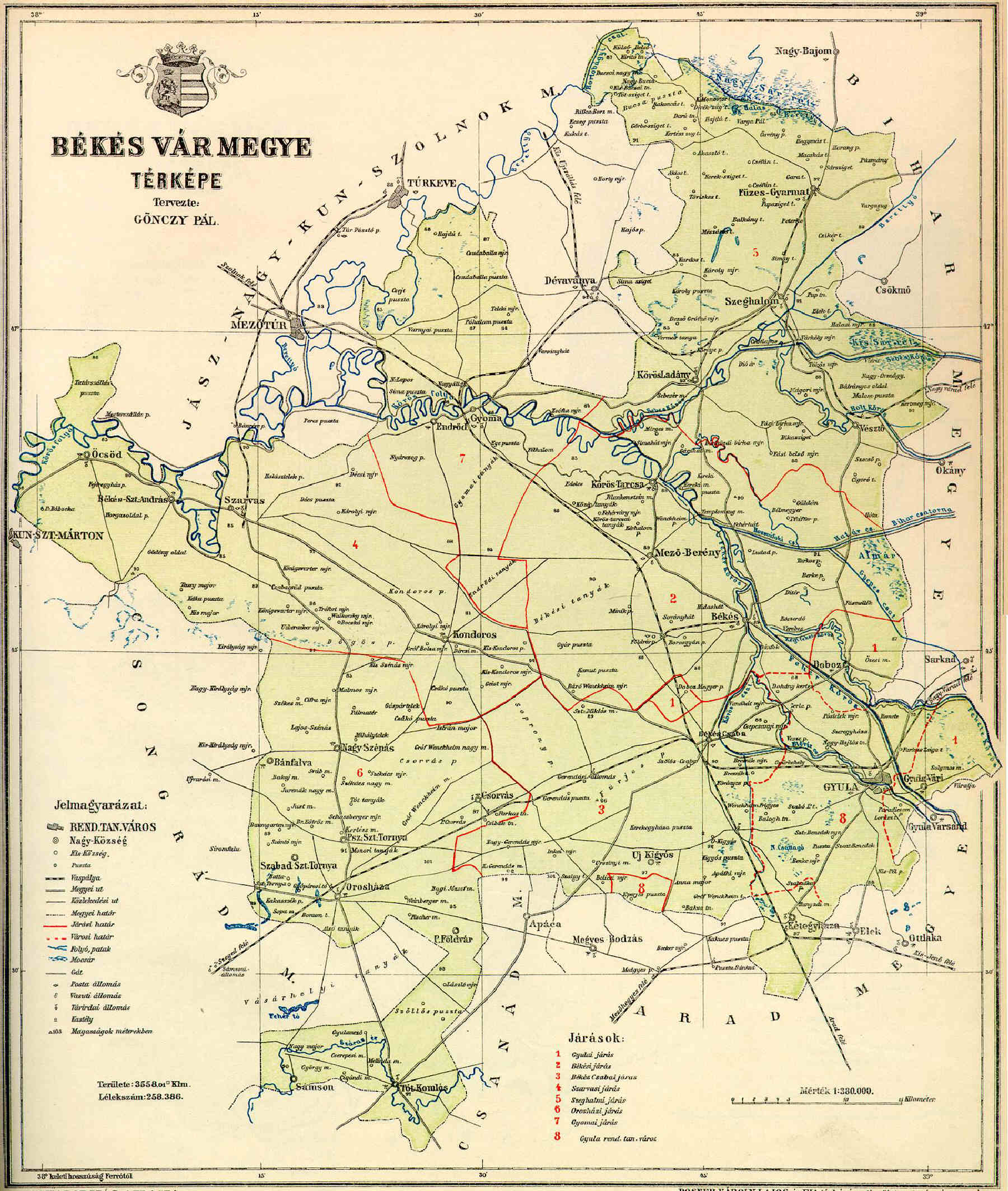
Régi vármegyetérkép településekkel és úthálózattal

A 19. század második felében a vármegye fejlődésnek indult, főleg mezőgazdasági szempontból kedvező adottságainak köszönhetően. Ekkoriban kezdődtek a hatalmas folyószabályozási munkák, elsőként a Körösöket regulázta meg a legendás mérnök, Vásárhelyi Pál. 1858-ban kiépült a vasúti fővonal Békéscsaba és Pest között. A másfél évtized múlva megépült és a nemzetközi kereskedelemben fontos szerepet játszó Nagyvárad-Fiume vasútvonal szintén Békés vármegyén haladt keresztül. A 19. század végének általános gazdasági fejlődésében Békés vármegye országos viszonylatban is élen járt.
Az első világháború után Békés vármegye településeinek át kellett venniük a Romániához került városok (Arad, Temesvár, Nagyvárad) szerepét, emiatt Békéscsaba újabb gyors fejlődésnek indult. A két világháború között a magyarországi városok közül Békéscsaba produkálta a leggyorsabb fejlődést. Ösztönzőleg hatott a gazdaságra a hadiipari konjunktúra is, főleg az 1938-as Győri Program után.
Békés vármegye mai területe az 1950-es megyerendezés során alakult ki. Ekkor csatolták hozzá a megszűnő Bihar megyétől a Sarkadi járást, az ugyancsak megszűnő Csanád megyétől a Mezőkovácsházi és a Battonyai járásokat, továbbá a később Tótkomlóssal egyesített Nagykopáncs községet, valamint Jász-Nagykun-Szolnok vármegyétől Dévaványa és Pusztaecseg községeket. A Hódmezővásárhely határából ez időben alakult Kardoskút községet szintén Békés vármegyéhez csatolták, míg az egyetlen területi csökkenést Öcsödnek Szolnok megyéhez csatolása jelentette. Ugyanekkor lett Békés vármegye székhelye Gyula helyett Békéscsaba.
1941-ben a vármegye mai területének lakossága 477 ezer fő volt (az eddigi legmagasabb), azóta csökken, kezdetben az elvándorlás következtében, amihez később a negatív természetes szaporodás is hozzájárult. A vármegyeszékhely ettől az évtől kezdve Békéscsaba. Az 1960-as évekre, ahogy az ország más részeiben, úgy Békés vármegyében is jellemző az ipartelepítés és a városok népességnövekedése. Ezzel összhangban a vármegye nagyvárosait panelesítették, sokszor teljesen figyelmen kívül hagyva az eredeti települési sajátosságokat. Békéscsabán 2006-ban 17 800 házgyári technológiával épült lakás van, vagyis lakótelepeken él a lakosság több mint 50%-a! Erőteljesen panelesítették még Orosházát, Gyulát és Szarvast is. Gyakorlatilag a vármegye minden olyan települését, amely 10 000 fő feletti népességgel bírt, de néha alatta is (például Mezőkovácsháza) elláttak lakótelepekkel.
Az iparosítás jórészt a mezőgazdaság gépesítéséből adódó fölösleges munkaerőt kötötte le, de jórészt az élelmiszeripar és könnyűipar dominált. Békéscsabán ebben az időben működött élelmiszeriparral, nyomdaiparral és számottevő építőiparral. Gyulán az országos hírű Húskombinát, Tejpor és sajtgyártás, illetve nyomdaipar voltak a legjellemzőbbek. Orosházára telepítették Magyarország legmodernebb üveggyárát. Szarvason is sor került beruházásokra, az azóta felszámolás alatt álló Szarvasi Vas-Fémipari Zrt., illetve a Szirén Ruházati Szövetkezet is erősítette az ipari jelleget. Gyomaendrődön a cipőgyártás volt jellemző.
A terület nehezen vészelte át a rendszerváltást, számos nagyvállalatából még hírmondó is alig maradt, azok is csökkentett termeléssel, felére-harmadára esett munkáslétszámmal dolgoznak. További negatívumként említhető az is, hogy az 1989-es romániai forradalom, majd az 1991-ben kitört délszláv háború miatt a befektetők lényegében elfelejtették a vármegyét. A második délszláv konfliktus is rontott a helyzeten, ami számos Békés vármegyeinek emlékezetes napokat, hónapokat hozott, mivel nehezen tudtak aludni a megye déli területein élők a Magyar Légierő és a NATO közös járőröző repülőgépeinek zajától.

### A főispánok listája
| Név                                   | Tisztség                                       | Időszak                                     |
| ------------------------------------- | ---------------------------------------------- | ------------------------------------------- |
| Ábrahámffy Péter                      | ispán                                          | 1526                                        |
| ismeretlen                            |                                                | 1526-1543                                   |
| Pathócsy Ferenc                       | ispán                                          | 1543-1549                                   |
| ismeretlen                            |                                                | 1549-1556                                   |
| Mágócsy Gáspár                        | ispán                                          | 1556-1559                                   |
| Kun Balázs                            | ispán                                          | 1560                                        |
| Kerecsényi László                     | ispán                                          | 1560-1566                                   |
| Löwenburg Jakab gróf                  | főispán                                        | 1699. december 2. – 1732. július 16. (†)    |
| Harruckern János György báró          | főispán                                        | 1732. szeptember 6. – 1742. április 18. (†) |
| Harruckern Ferenc báró                | főispán                                        | 1743. március 16. – 1775. november 14. (†)  |
| Károlyi József gróf nagykárolyi       | főispán                                        | 1776. január 7. – 1791.                     |
| Andrássy István                       | főispáni helytartó                             | 1776. január 26. – 1776. november 29. előtt |
| Zichy Ferenc                          | főispáni helyettes, majd főispáni helytartó    | 1776. november 29. – 1782. március 1.       |
| Teleki József                         | főispáni helytartó                             | 1782. március 1. – 1782. augusztus          |
| Zichy Károly                          | főispáni helytartó                             | 1782. augusztus 14. – 1783.                 |
| Skerlecz Ferenc                       | főispáni helytartó                             | 1783. július 28. – 1785 márciusa előtt      |
| Teleki Sámuel                         | főispáni helytartó                             | 1785. március 18. – 1787.                   |
| Haller József                         | főispáni helytartó                             | 1787. – 1790.                               |
| Orczy József                          | főispáni helytartó                             | 1790. március 15. – 1791.                   |
| Lovász Zsigmond eötvenesi             | főispán                                        | 1791. október 13. – 1801.                   |
| Horváth Zsigmond szentgyörgyi         | főispáni helytartó, főispán                    | 1802. január 22. – 1808. november 16. (†)   |
| Bedekovich Ferenc báró komori         | főispán                                        | 1809. február 3. – 1825. március 19.        |
| Lánczy József lánczi                  | főispán                                        | 1825. március 19. – 1836.                   |
| Atzél Antal báró borosjenői           | főispáni helytartó                             | 1836. május 19. – 1841. szeptember 16.      |
| Károlyi György gróf nagykárolyi       | főispán                                        | 1841. szeptember 16. – 1848.                |
| Wenckheim Béla báró                   | főispán                                        | 1848. április 21. – 1849.                   |
| Szűcs Sámuel                          | helyettes királyi biztos                       | 1849. augusztus – 1849                      |
| Stachó János                          | kormánybiztos                                  | 1848. augusztus 27. – 1850.                 |
| Zsitvay József zsitvafői              | kormánybiztos                                  | 1850. július 29. – 1851.                    |
| Bonyhády Gyula bonyhádi               | megyefőnök                                     | 1850. március 21. – 1856.                   |
| Torkos Kálmán                         | megyefőnök                                     | 1856. – 1860.                               |
| Wenckheim Béla báró                   | főispán                                        | 1860. november 18. – 1862. október 26.      |
| Keresztessy József                    | királyi biztos                                 | 1861. végén                                 |
| Kis János                             | főispáni helytartó                             | 1861. december 20. – 1864.                  |
| Bonyhády Gyula bonyhádi               | főispán                                        | 1864. október 23. – 1865. szeptember 1.     |
| Wenckheim Béla báró                   | főispán                                        | 1865. augusztus 23. – 1867.                 |
| Tomcsányi József                      | főispán                                        | 1867. március 31. – 1876. május 4. (†)      |
| Beliczey István bajczai               | főispán                                        | 1876. július 23. – 1889. április 23.        |
| Terényi Lajos                         | főispán                                        | 1889. április 23. – 1891. május 17.         |
| Reiszig Ede                           | főispán                                        | 1891. május 17. – 1892. október 11.         |
| Tallián Béla báró vizeki              | főispán                                        | 1892. október 8. – 1896. december 17.       |
| Lukács György erzsébetvárosi          | főispán                                        | 1897. március 23. – 1905. június 18.        |
| Krcsmarik János                       | főispán                                        | 1905. november 25. – 1906. április 19.      |
| Fábry Sándor felsőalmási              | főispán                                        | 1906. április 21. – 1907. július 12.        |
| Dőry Pál jobaházi                     | főispán                                        | 1907. december 14. – 1909. november 25.     |
| Kéry Gyula                            | főispán                                        | 1911. július 6. – 1915. december 28.        |
| Ambrus Sándor váradvelenczei          | főispán                                        | 1916. március 6. – 1917. június 14.         |
| Füzesséry Zoltán tövisi és füzesséri  | főispán–kormánybiztos                          | 1917. július 25. – 1919. március 6.         |
| Kiss Jenő zilahi                      | főispán–kormánybiztos                          | 1919. szeptember 30. – 1920. augusztus 10.  |
| Egán Imre borostyánkői                | főispán                                        | 1920. augusztus 28. – 1921. április 27.     |
| Daimel Sándor                         | főispáni teendők ellátásával megbízott alispán | 1917. május 6. – 1922.                      |
| Brandt Vilmos                         | főispán                                        | 1922. március 4. – 1924. június 5.          |
| Kovacsics Dezső rétháti               | főispán                                        | 1924. június 5. – 1929. október 29.         |
| Feilitzsch Berthold báró              | főispán                                        | 1929. október 29. – 1931. október 6.        |
| Korossy György korosi és nagyhelbényi | főispán                                        | 1931. október 6. – 1934. június 8.          |
| Fáy István fáji                       | főispán                                        | 1934. június 8. – 1935. szeptember 8.       |
| Ricsóy-Uhlyarik Béla                  | főispán                                        | 1935. szeptember 8. – 1939. július 17.      |
| Beliczey Miklós bajczai               | főispán                                        | 1939. szeptember 13. – 1944. április 26.    |
| Székács István                        | főispán                                        | 1944. április 26. – 1944. október 27.       |
| Koppányi Imre                         |                                                | 1944. október 27.                           |
| Szobek András                         | főispán                                        | 1945. január 4. – 1945. szeptember 27.      |
| Keresztes Mihály                      | főispán                                        | 1945. szeptember 28. – 1947. november 12.   |
| Papp Sándor                           | főispán                                        | 1947. november 12. – 1950. március 13.      |
| Dr. Takács Árpád                      | főispán                                        | 2023. január 1. –                           |

## Közigazgatási beosztás 1950–1990 között

### Járások 1950–1983 között
Az 1950-es megyerendezés előtt Békés megyéhez hat járás tartozott (Békési, Gyomai, Gyulai, Orosházi, Szarvasi és Szeghalmi). A megyerendezéskor Békés megyéhez csatolták Bihar megyétől a Cséffa-Nagyszalontai járást (székhelye Sarkad volt), Csanád megyétől pedig a Battonyai és a Mezőkovácsházi járást, így a megyében 1950. március 16-ától kilenc járás volt.
Az 1950-es járásrendezés során, június 1-jén a Battonyai járás beolvadt a Mezőkovácsháziba, ugyanakkor a Cséffa-Nagyszalontai járás elnevezése Sarkadira változott, így a tanácsrendszer bevezetésekor Békés megye nyolc járásra oszlott (Békési, Gyomai, Gyulai, Mezőkovácsházi, Orosházi, Sarkadi, Szarvasi és Szeghalmi).
Ezt követően 1983-ig a nyolcból három járás szűnt meg: a Gyomai és a Sarkadi 1966-ban, a Békési pedig 1974-ben. A járások megszűnésekor, 1983 végén tehát a megyéhez öt járás tartozott (Gyulai, Mezőkovácsházi, Orosházi, Szarvasi és Szeghalmi).

### Városok 1950–1983 között
Az 1950-es megyerendezéskor Békés megyéhez két megyei város tartozott, Gyula és Orosháza. Ezen kívül Békéscsaba 1948 óta törvényhatósági jogú város volt, így nem tartozott a megyéhez, hanem külön közigazgatási egységet alkotott. Mivel a törvényhatósági jogú városi jogállás 1950. június 15-én megszűnt, Békéscsaba attól kezdve Békés megyéhez tartozott.
1983-ig még két település szerzett városi rangot a megyében: Szarvas (1966-ban) és Békés (1973-ban), így 1983-ra a városok száma ötre nőtt.
A tanácsok megalakulásától 1954-ig Békéscsaba közvetlenül a megyei tanács alá rendelt város volt, míg Gyula és Orosháza közvetlenül a járási tanács alá rendelt városként a Gyulai illetve az Orosházi járáshoz tartozott. 1954 és 1971 között a megye valamennyi városának jogállása járási jogú város volt, azután pedig egyszerűen város.

### Városkörnyékek 1973‑1983 között
Békés megye városai közül 1983-ig három körül alakult városkörnyék: a Békéscsabai 1973-ban, a Békési 1974-ben, az Orosházi pedig 1980-ban. A két előbbi az 1974-ben megszűnt Békési járás teljes területét magába foglalta, az utóbbi viszont csak a városhoz legszorosabban kapcsolódó községeket foglalta magába és Orosháza járási székhely maradt 1983 végéig.

### Városok és városi jogú nagyközségek 1984‑1990 között
1984. január 1-jén valamennyi járás megszűnt az országban és a megye valamennyi városa városkörnyékközponttá vált, így az egyidejűleg várossá alakult Szeghalom is. Ugyanekkor alakult városi jogú nagyközséggé és lett nagyközségkörnyék-központ Mezőkovácsháza, Gyomaendrőd és Sarkad. Az előbbi 1986-ban, a másik kettő 1989-ben alakult várossá. Szintén 1989-ben kapott városi rangot Battonya, Mezőberény és Mezőhegyes is, ez utóbbi három település azonban már nem lett városkörnyékközpont. Ezzel 1990-re a megye városainak száma tizenkettőre nőtt.

## Önkormányzat és közigazgatás

### Vármegyei közgyűlés
A vármegye önkormányzatának legfőbb döntéshozó testülete. Tagjai a választópolgárok által ötévente, az önkormányzati választásokon megválasztott képviselők. A közgyűlés feladatai közé tartozik a megyei fejlesztési tervek, közlekedési, területrendezési és gazdaságfejlesztési programok kidolgozása és elfogadása, valamint az európai uniós források felhasználásának koordinálása. Mivel a vármegyei önkormányzatok nem tartoznak közvetlenül az oktatási, egészségügyi vagy szociális intézmények fenntartásához, inkább stratégiai, területfejlesztési szerepük van. A közgyűlést az elnök vezeti, aki a testület tagjai közül kerül megválasztásra.
A 2019-es magyarországi önkormányzati választáson megválasztott Békés Megyei Közgyűlés 17 képviselőből állt, az alábbi pártösszetétellel:
| Párt | Párt                     | Mandátum | Vármegyei Közgyűlés (2019-2024) | Vármegyei Közgyűlés (2019-2024) | Vármegyei Közgyűlés (2019-2024) | Vármegyei Közgyűlés (2019-2024) | Vármegyei Közgyűlés (2019-2024) | Vármegyei Közgyűlés (2019-2024) | Vármegyei Közgyűlés (2019-2024) | Vármegyei Közgyűlés (2019-2024) | Vármegyei Közgyűlés (2019-2024) | Vármegyei Közgyűlés (2019-2024) |
| ---- | ------------------------ | -------- | ------------------------------- | ------------------------------- | ------------------------------- | ------------------------------- | ------------------------------- | ------------------------------- | ------------------------------- | ------------------------------- | ------------------------------- | ------------------------------- |
|      | Fidesz-KDNP              | 10       |                                 |                                 |                                 |                                 |                                 |                                 |                                 |                                 |                                 |                                 |
|      | Jobbik-MSZP-Momentum-MHM | 5        |                                 |                                 |                                 |                                 |                                 |                                 |                                 |                                 |                                 |                                 |
|      | Demokratikus Koalíció    | 2        |                                 |                                 |                                 |                                 |                                 |                                 |                                 |                                 |                                 |                                 |

A 2024-es magyarországi önkormányzati választáson megválasztott Békés Vármegyei Közgyűlés 16 képviselőből áll, az alábbi pártösszetétellel:
|  | Fidesz-KDNP           | 9 |  |  |  |  |  |  |  |  |  |
|  | Mi Hazánk Mozgalom    | 3 |  |  |  |  |  |  |  |  |  |
|  | Demokratikus Koalíció | 2 |  |  |  |  |  |  |  |  |  |
|  | Momentum Mozgalom     | 2 |  |  |  |  |  |  |  |  |  |

### Békés Vármegye Önkormányzata

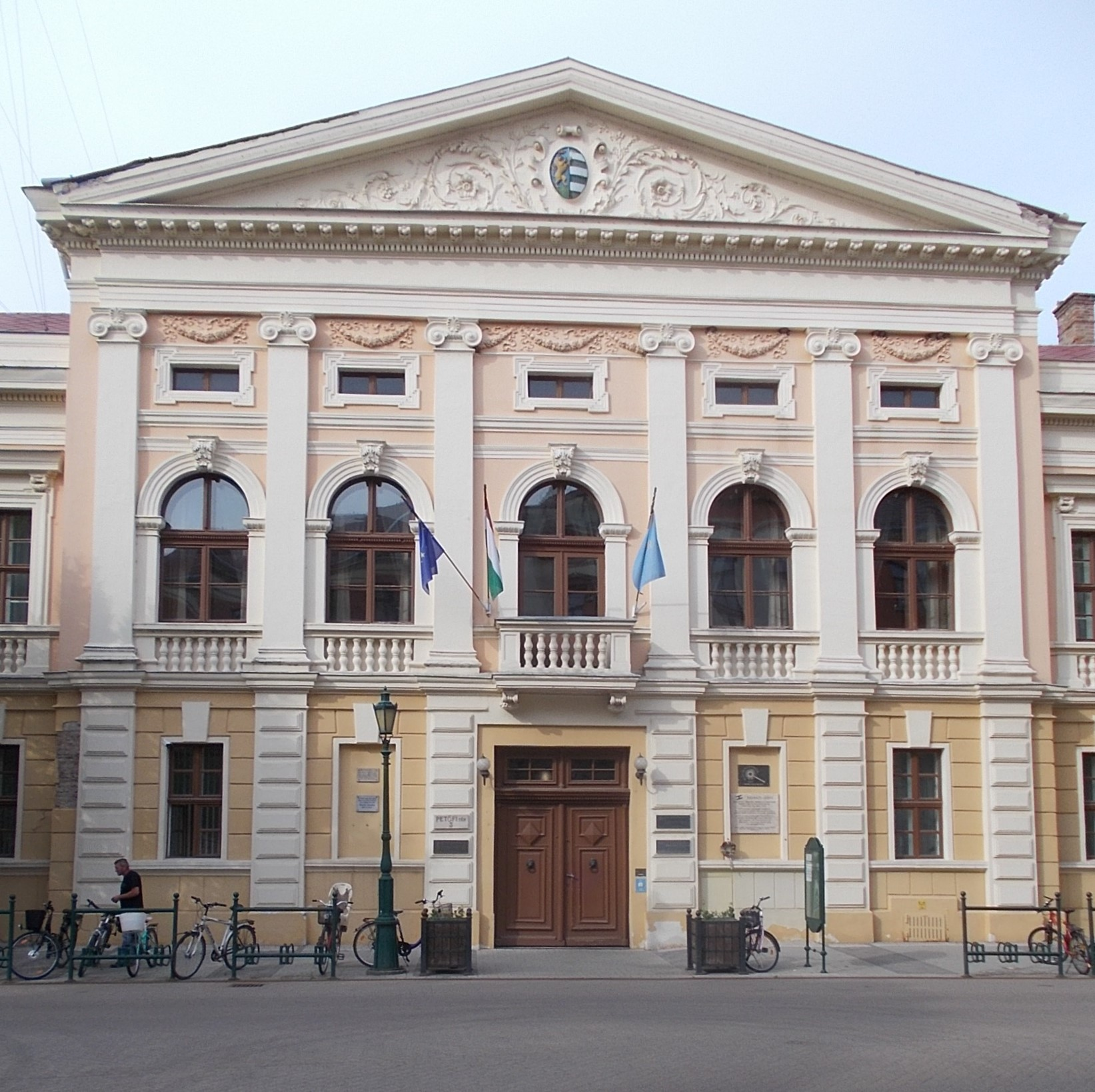
Az egykori vármegyeháza Gyulán

A vármegyei önkormányzat területi önkormányzat, jogi személy, melynek feladatait és hatáskörét a közgyűlés látja el. A vármegyei önkormányzat képviselő-testülete a közgyűlés.  A vármegyei testületek és tisztségviselők munkáját vármegyei önkormányzati hivatal segíti, melynek feladata a döntések szakmai előkészítése, valamint a döntések végrehajtásának szervezése és ellenőrzése. A vármegyei önkormányzati közgyűléseket Békéscsabán tartják, de a békéscsabaiak nem szavaznak a vármegyei közgyűlési listákra.
| Tag: | Tag:                        | Jelölő szervezet:  |                                |
| ---- | --------------------------- | ------------------ | ------------------------------ |
| 1.   | Zalai Mihály                | Fidesz-KDNP        | A közgyűlés elnöke             |
| 2.   | Szegedi Balázs              | Fidesz-KDNP        | a közgyűlés alelnöke           |
| -    | Szebellédi Zoltán           |                    | nem képviselő főállású alelnök |
| 3.   | Földesi Mihály              | Mi Hazánk Mozgalom | Képviselő                      |
| 4.   | Hodálik Pál                 | Fidesz-KDNP        | Képviselő                      |
| 5.   | Kónya István                | Fidesz-KDNP        | Képviselő                      |
| 6.   | Mucsi András                | Fidesz-KDNP        | Képviselő                      |
| 7.   | Dr. Pappné Darida Andrea    | Fidesz-KDNP        | Képviselő                      |
| 8.   | Pluhár László               | MSZP               | Képviselő                      |
| 9.   | Puju János                  | Fidesz-KDNP        | Képviselő                      |
| 10.  | Samu Tamás Gergő            | Független          | Képviselő                      |
| 11.  | Németh Sándor Dávid         | Momentum           | Képviselő                      |
| 12.  | Sonkolyné Szekerczés Margit | DK                 | Képviselő                      |
| 13.  | Dr. Szabó Ervin             | Jobbik             | Képviselő                      |
| 14.  | Szabó János Zoltán          | DK                 | Képviselő                      |
| 15.  | Tolnai Péter                | Fidesz-KDNP        | Képviselő                      |
| 16.  | Varga Gusztáv               | Fidesz-KDNP        | Képviselő                      |
| 17.  | Závoda Ferenc               | Fidesz-KDNP        | Képviselő                      |

### A Vármegyei Közgyűlés elnökei
A vármegyei közgyűlés elnöke a megyei önkormányzat vezetője, aki felelős a közgyűlés munkájának irányításáért és a döntéshozatalban való részvételért. Az elnök szerepe kulcsfontosságú a helyi közigazgatásban, mivel ő képviseli a vármegyét és összehangolja a megyei önkormányzati feladatok ellátását.
Feladatai közé tartozik a közgyűlés üléseinek összehívása és levezetése, valamint az önkormányzati döntések végrehajtásának felügyelete. Az elnök kapcsolatot tart az országos és helyi szervekkel, valamint a települési önkormányzatokkal, és biztosítja a megye érdekeinek képviseletét az országos döntéshozatalban. Emellett részt vesz a fejlesztési tervek kialakításában, és irányítja azokat a programokat, amelyek a megye gazdasági és társadalmi fejlődését szolgálják.
Az elnököt általában a közgyűlés tagjai választják meg, és munkáját a közgyűlés által választott alelnökök segítik.
| Elnök | Elnök                      | Elnöki ciklus |
| ----- | -------------------------- | ------------- |
|       | Zalai Mihály (Fidesz-KDNP) | 2014-         |

### Járások
Békés vármegye járásainak száma 9. Békés vármegye járásainak főbb adatai a 2013. július 15-ei közigazgatási beosztás szerint az alábbiak:

| Sorszám | Járás neve            | Székhely       | Település | Ebből város | Népesség (2013. január 1.) | Terület (km²) | Népsűrűség (fő/km²) |
| ------- | --------------------- | -------------- | --------- | ----------- | -------------------------- | ------------- | ------------------- |
| 1       | Békéscsabai járás     | Békéscsaba     | 9         | 3           | 82 424                     | 636,16        | 130                 |
| 2       | Békési járás          | Békés          | 7         | 2           | 37 259                     | 525,24        | 71                  |
| 3       | Gyomaendrődi járás    | Gyomaendrőd    | 5         | 2           | 23 980                     | 686,21        | 35                  |
| 4       | Gyulai járás          | Gyula          | 4         | 2           | 41 579                     | 413,22        | 101                 |
| 5       | Mezőkovácsházai járás | Mezőkovácsháza | 18        | 4           | 40 608                     | 881,49        | 46                  |
| 6       | Orosházi járás        | Orosháza       | 8         | 2           | 51 392                     | 717,18        | 72                  |
| 7       | Sarkadi járás         | Sarkad         | 11        | 1           | 23 228                     | 570,97        | 41                  |
| 8       | Szarvasi járás        | Szarvas        | 6         | 2           | 28 558                     | 485,06        | 59                  |
| 9       | Szeghalmi járás       | Szeghalom      | 7         | 4           | 30 125                     | 714,19        | 42                  |

### Kistérségek
Békés vármegye megszűnt kistérségeinek főbb adatai a 2013. július 15-ei beosztás szerint az alábbiak:

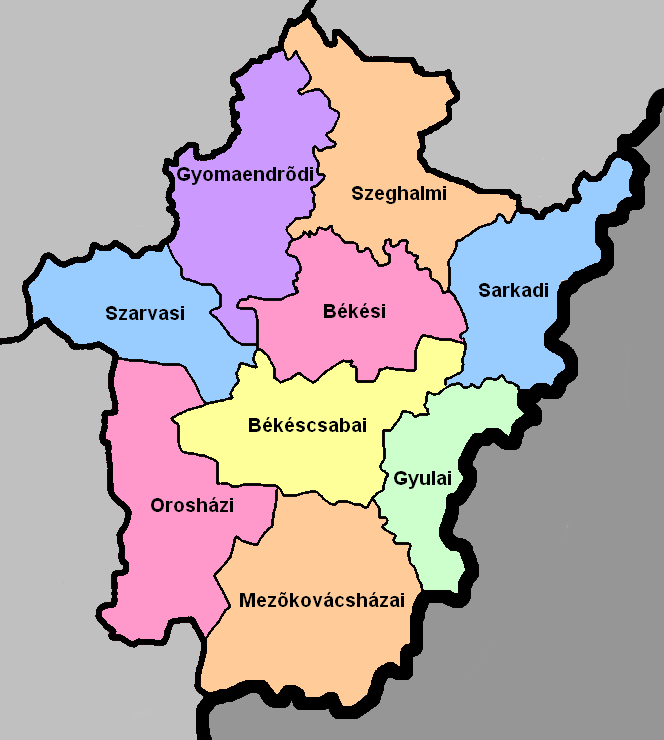
Békés vármegye járásai

| Kód  | Kistérség neve            | Központ        | Település | Ebből város | Népesség (2013. január 1.) | Terület (km²) | Népsűrűség (fő/km²) |
| ---- | ------------------------- | -------------- | --------- | ----------- | -------------------------- | ------------- | ------------------- |
| 3401 | Békéscsabai kistérség     | Békéscsaba     | 6         | 2           | 71 903                     | 450,73        | 160                 |
| 3407 | Békési kistérség          | Békés          | 9         | 2           | 41 854                     | 633,87        | 66                  |
| 3408 | Gyulai kistérség          | Gyula          | 4         | 2           | 41 579                     | 413,22        | 101                 |
| 3402 | Mezőkovácsházai kistérség | Mezőkovácsháza | 18        | 4           | 40 608                     | 881,49        | 46                  |
| 3403 | Orosházai kistérség       | Orosháza       | 10        | 3           | 57 706                     | 848,14        | 68                  |
| 3404 | Sarkadi kistérség         | Sarkad         | 11        | 1           | 23 228                     | 570,97        | 41                  |
| 3405 | Szarvasi kistérség        | Szarvas        | 8         | 3           | 42 909                     | 821,57        | 52                  |
| 3406 | Szeghalomi kistérség      | Szeghalom      | 9         | 5           | 39 366                     | 1 009,73      | 39                  |

### Országgyűlési képviselők
Békés vármegyének jelenleg 4 képviselői helye van a magyar parlamentben. 1990-2014 között 7 képviselője volt a vármegyének, a 2011-es új választási törvény értelmében azonban 176-ról 106-ra csökkent az egyéni választókerületek száma, így a vármegyében 7 választókerület helyett 4 lett. Megszűnt a szeghalomi, a szarvasi és a mezőkovácsházai választókerület. A 4. számú választókerület (Szeghalom) egyesült a szarvasi választókerülettel (jelenleg együtt alkotják Békés vármegyei 3. sz. országgyűlési egyéni választókerületet), a Szarvasi választókerület (1990-2014 között a Békés vármegyei 5. sz. országgyűlési egyéni választókerület) egyesült a Békés városi választókerülettel (jelenleg együtt alkotják Békés vármegyei 2. sz. országgyűlési egyéni választókerületet). A mezőkovácsházai választókerület, azaz A Békés vármegyei 7. sz. országgyűlési választókerület pedig az orosházi választókerülettel (Békés vármegyei 6. sz. országgyűlési egyéni választókerület), így 2014-től együtt alkotják a Békés vármegyei (2022-ig: megyei) 4. sz. országgyűlési egyéni választókerületet. Így Békés vármegye tehát a következő választókerületekre oszlik:
| Választókerület                                             | Székhely   | Képviselő         | Párt | Párt        |
| ----------------------------------------------------------- | ---------- | ----------------- | ---- | ----------- |
| Békés vármegyei 1. sz. országgyűlési egyéni választókerület | Békéscsaba | Herczeg Tamás     |      | Fidesz–KDNP |
| Békés vármegyei 2. sz. országgyűlési egyéni választókerület | Békés      | Dankó Béla        |      | Fidesz–KDNP |
| Békés vármegyei 3. sz. országgyűlési egyéni választókerület | Gyula      | Dr. Kovács József |      | Fidesz–KDNP |
| Békés vármegyei 4. sz. országgyűlési egyéni választókerület | Orosháza   | Erdős Norbert     |      | Fidesz–KDNP |

## Népesség
Békés vármegye lakónépessége 2022. október 1-jén 315 222 fő volt, ami Magyarország össznépességének 3,3%-át tette ki. A 2011-es népszámlálás óta 44 726 fővel csökkent a vármegye lakosság száma. Ebben az évben az egy km²-re jutó lakók száma, átlagosan 56 ember volt. Békés vármegye népesség korösszetétele igen kedvezőtlen. 2022-ben a vármegye lakónépességének a 13%-a 14 évnél fiatalabb, míg a 65 éven felülieké 24% volt. 2022-ben a férfiaknál 71,2, a nőknél 78,2 év volt a születéskor várható átlagos élettartam. A legmagasabb befejezett iskolai végzettség szerint az érettségi végzettséggel rendelkezők élnek a legtöbben a vármegyében 87 363 fő, utánuk a következő nagy csoport a szakmunkás végzettséggel rendelkezők 71 564 fővel. 2022-ben a 6 évnél idősebb népesség 79,1%-nál volt internet elérési lehetősége. A népszámlálás adatai alapján a város lakónépességének 6,4%-a, mintegy 22 626 személy vallotta magát valamely kisebbséghez tartozónak. A kisebbségek közül cigány, román és szlovák nemzetiségűnek vallották magukat a legtöbben.
A 19. század utolsó harmadától Békés vármegye lakosságszáma egyenletesen növekedett, egészen az 1940-es évekig. A legtöbben 1941-ban éltek a vármegyében 477 240 fő. Az 50-es évektől, egészen napjainkig folyamatosan csökken a vármegye népességszáma, ma már kevesebben laknak a vármegyében, mint 1890-ben. Folyamatos volt az elvándorlás az ország iparosodó, urbanizálódó megyéi és Budapest irányába, mivel a mezőgazdaság gépesítését, modernizációját követően felszabaduló nagyszámú munkaerő nem tudott elhelyezkedni a térségben a megfelelő mennyiségű szekunder (ipari) és tercier (szolgáltatások) munkahely hiánya miatt. A 21. század első húsz évében 18 %-al csökkent a vármegye népessége, amellyel a magyarországi megyék közül a legnagyobb demográfiai hanyatlást mutatta.
A 2022-es népszámlálási adatok szerint a magukat vallási közösséghez tartozónak valló Békés vármegyeiek túlnyomó többsége római katolikusnak tartja magát. Emellett jelentős egyház a vármegyében még a református.

### Nemzetiségek
Békés vármegye lakóinak nemzetiségi összetétele 2011-ben
A vármegye lakossága nemzetiségét tekintve sokszínű. A nemzetiségiek aránya 6,2% (2001). A szlovákok a vármegye középső területein, főként a 44-es főút mentén élnek (Békéscsaba, Szarvas és Tótkomlós) térségében koncentrálódnak, a románok Méhkeréken és Kétegyházán, a szerbek Battonyán élnek nagyobb számban, a romák elszórtan a települések többségében megtalálhatóak, főleg a vármegye északkeleti és délkeleti területein. Korábban jelentős volt a németek (svábok) jelenléte is (pl.: Elek, Almáskamarás, Gyula), többségüket azonban a második világháború után kitelepítették. Ma a vármegyében román, roma, szlovák és német megyei kisebbségi önkormányzat működik.
Békés megye lakossága a 2011-es népszámlálás adatai szerint jórészt magyarokból áll, akik 300 213 fővel, vagyis a lakosság 92,20%-át teszik ki. A magyar közösség dominanciája az egész megyére jellemző, és a helyi kultúra, hagyományok, nyelv mind a magyar identitásra építenek.
A roma közösség jelentős jelenléte figyelhető meg, akik körülbelül 9 290 főt alkotnak, ami a teljes lakosság 2,85%-át jelenti. A roma közösség tagjai főként a vidéki településeken élnek, ahol kultúrájuk, hagyományaik és szokásaik fontos szerepet játszanak a helyi közösségi életben.
A megye más etnikai kisebbségei között szerepelnek a szlovákok (7 267 fő, 2,23%), románok (5 137 fő, 1,58%) és németek (2 500 fő). Ezek a közösségek jelentős történelmi és kulturális örökséggel rendelkeznek, és jelenlétük leginkább az egyes településeken figyelhető meg.
Emellett 3 690 fő tartozik az „egyéb” vagy „meghatározhatatlan” kategóriába, ami 1,13%-ot jelent a teljes lakosságból. A 2011-es népszámlálás alapján körülbelül 53 ezer személy nem vallotta meg nemzetiségét.

### Vallás
Békés vármegye lakóinak vallási összetétele 2022-ben
Békés vallási összetétele a 2011-es népszámlálás adatai szerint több vallási irányzat jelenlétét mutatja, amely a keresztény vallások dominanciáját, ugyanakkor a nem vallásos és kisebb vallási közösségek jelenlétét is magában foglalja.
A katolikus vallás a legnagyobb vallási közösség a megyében, összesen 70 307 fővel, amelyből 69 478 fő a római katolikus, míg 809 fő a görögkatolikus vallást követi. A katolicizmus mély történelmi gyökerekkel rendelkezik a megyében, különösen a kisebb településeken és falvakban, ahol a templomi élet és vallási hagyományok továbbra is meghatározó szerepet játszanak.
A református vallás a második legnagyobb vallási közösség Békés megyében, összesen 46 366 fővel. A református közösség hatása a megye északi és keleti részein érezhető, ahol a reformáció történelmi hatása még ma is meghatározza a vallási és közösségi életet.
Az evangélikus vallásúak száma 27 870 fő, ami a 18. századi szlovák betelepítésekhez és a német közösségek letelepedéséhez kapcsolódik. Az evangélikus közösség főként a megye déli és központi részein él, és aktív vallási életet élnek.
Az ortodox vallás követőinek száma 3 491 fő, akik főként a határ menti régiókban vagy a nagyobb városokban élnek, és vallási közösségeik kisebbséget képviselnek a megyében, leginkább románok.
A kisebb vallási közösségek, mint a Hit Gyülekezete, Jehova Tanúi vagy más protestáns közösségek, összesen 6 936 főt tesznek ki. Ezek a vallási csoportok a vallási sokszínűséget gazdagítják a megyében, és hozzájárulnak a vallási pluralizmushoz.
A nem vallásos közösségek jelentős részt képviselnek, mivel 113 094 fő vallását nem gyakorolja, és 4 150 fő ateista. Az ilyen közösségek a nagyobb városokban és a modernizációval jobban érintett területeken koncentrálódnak, tükrözve a vallásos hit iránti csökkenő érdeklődést.

A 2011-es népszámlálás során 87 734 fő nem nyilatkozott vallási hovatartozásáról, ami a megye lakosságának jelentős részét teszi ki. Ez a magas szám arra utal, hogy a vallásos identitás és a vallásos közösségek szerepe egyre inkább a személyes döntésekre és preferenciákra épül, ami tovább növeli a megye vallási sokszínűségét.

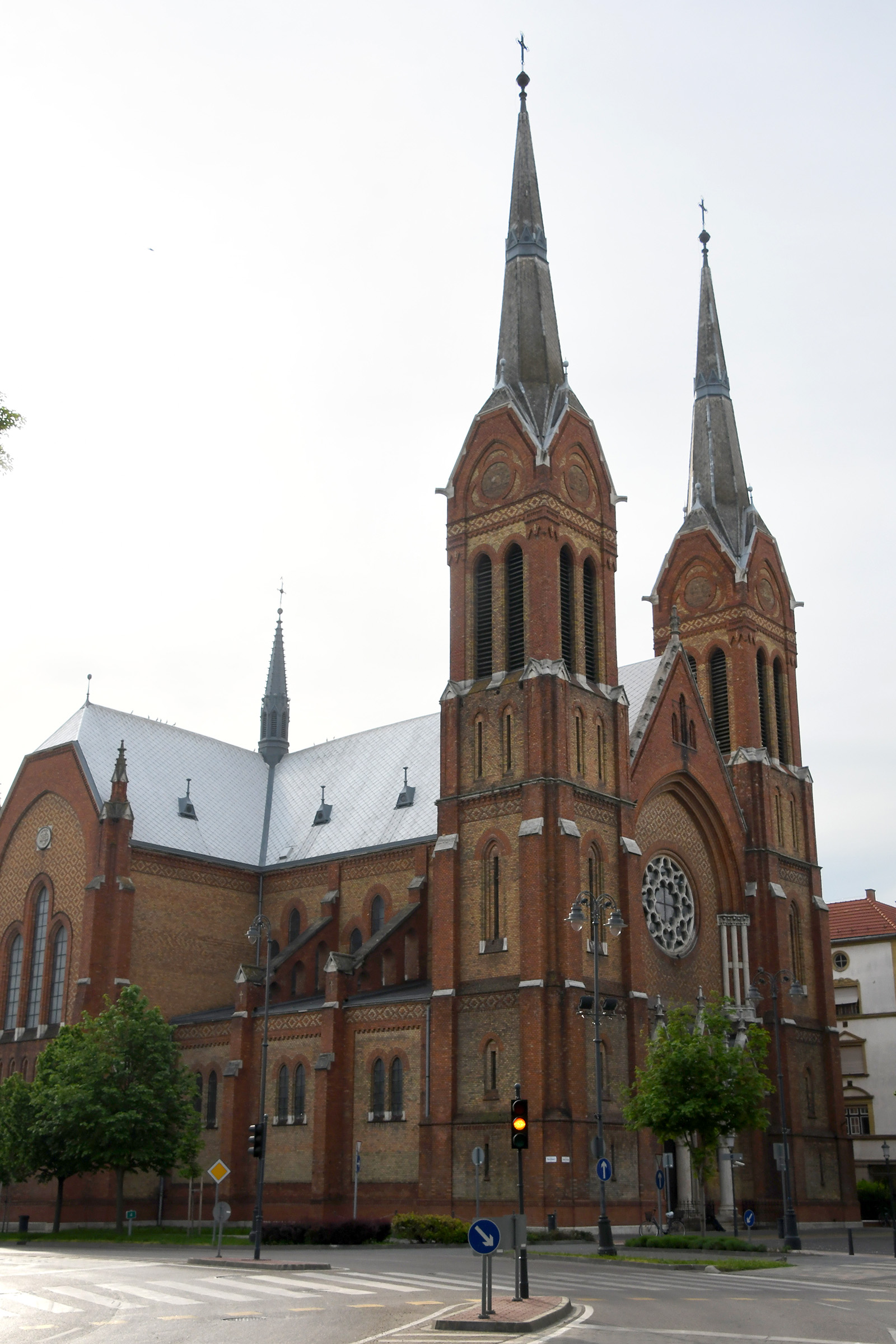
A békéscsabai Páduai Szent Antal-társszékesegyház
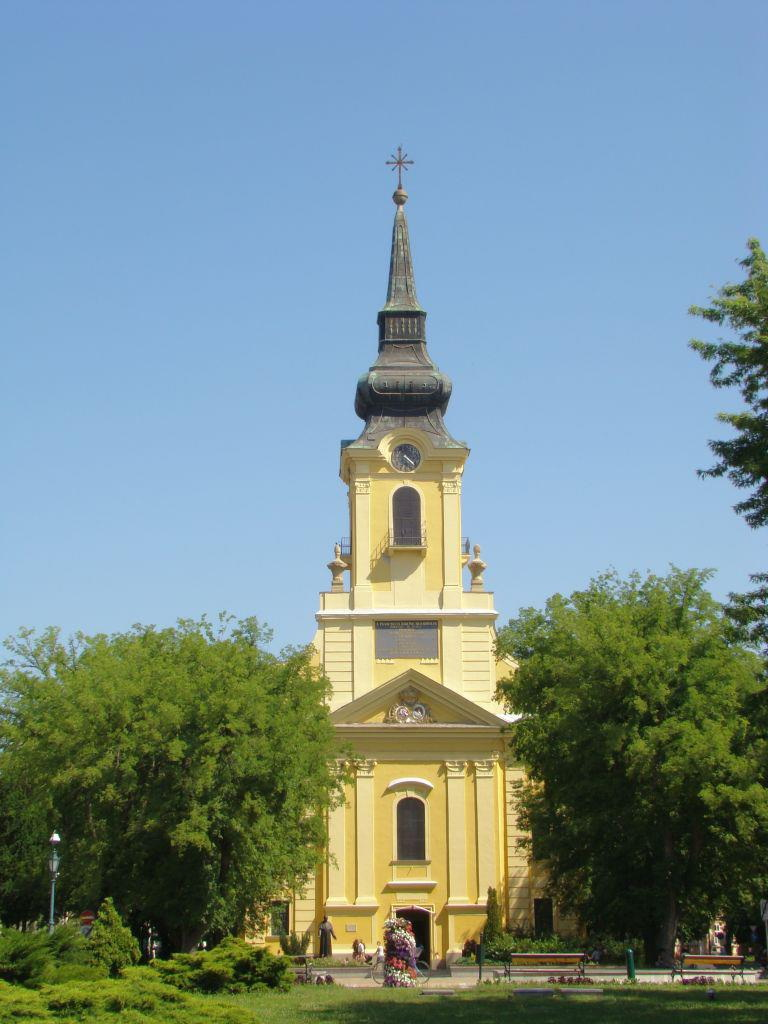
A gyulai ortodox székesegyház
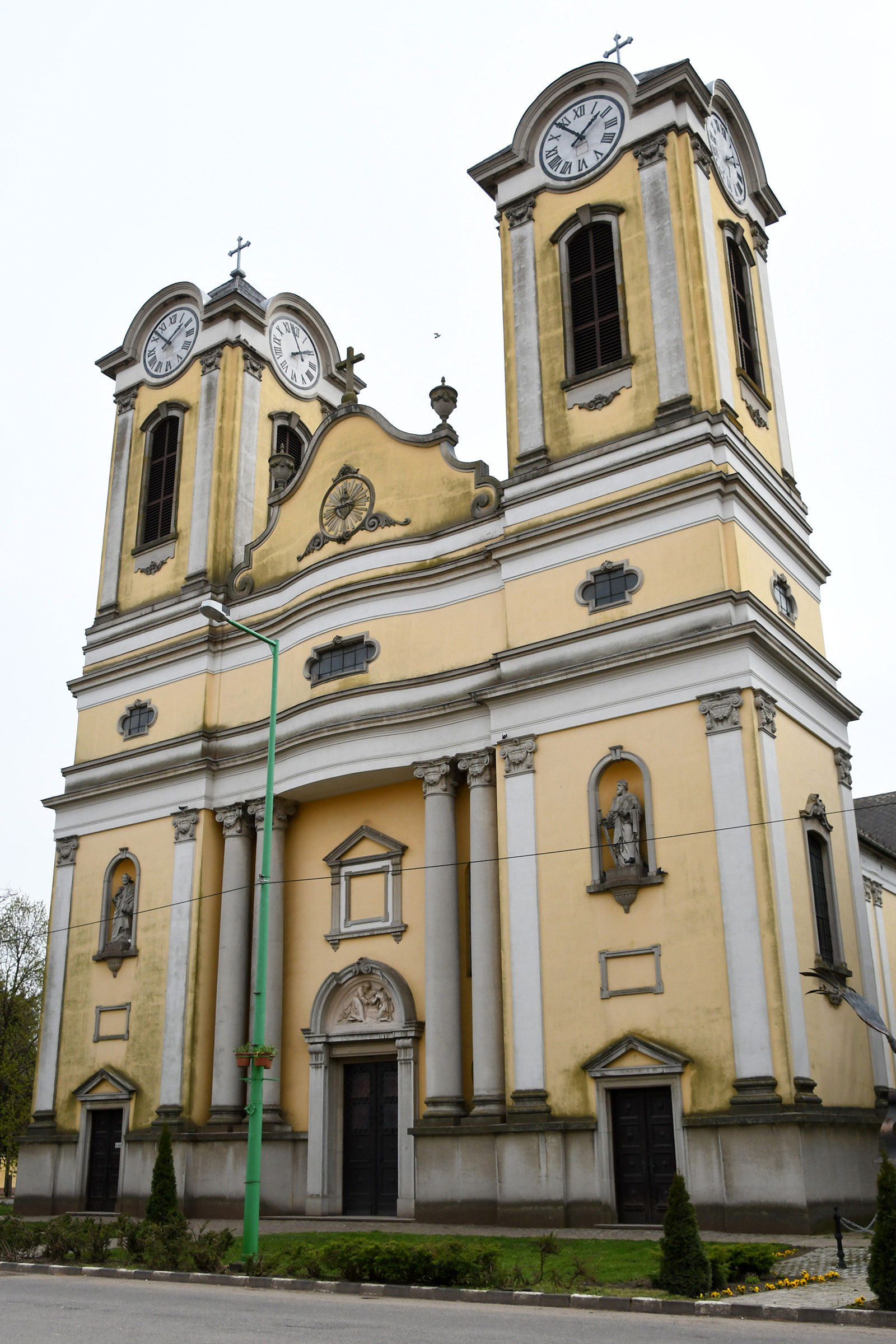
A battonyai Szentháromság-templom
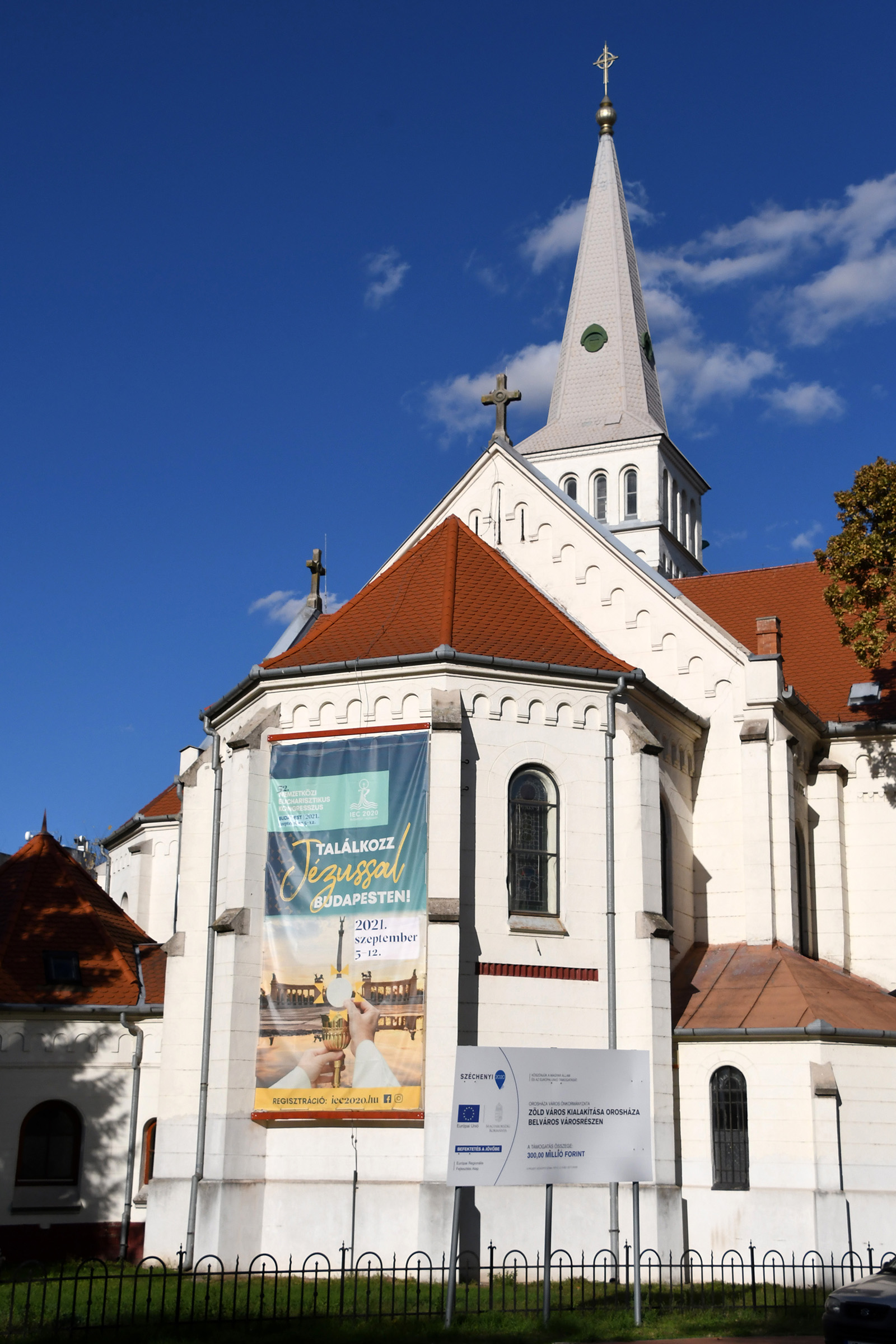
Az orosházai Jézus Szíve-plébániatemplom

## Gazdaság
A vármegye legnagyobb nyereségű cégei a 2006-os adózott eredmény szerint (zárójelben az országos toplistán elfoglalt helyezés) [forrás?]
1. Guardian Orosháza Kft. (78),
2. Guardian Magyarország Kft. (84),
3. Gallicoop Zrt. (457).

### Mezőgazdaság
A vármegye általánosságban véve az ország éléstára. Termőtalaja jó minőségű, akár 35 aranykoronát is meghaladó termőtalajértékekkel. Itt termelik a vármegyék között a legtöbb kukoricát, búzát és árpát is. Szintén élvonalban van a terület cukorrépa, kender, zöldség-gyümölcs termelésében is. Az állatállomány is jelentős, bár jócskán csökkent 1988 óta, de még így is itt tartják a legtöbb sertést, de jelentős a baromfi, víziszárnyasok és juhok állománya is. A legmagasabb sikértartalmú és legjobb minőségű búzát is a békés vármegyei földekről aratják le, itt fejlesztették ki az 1974-ig igen népszerű Bánkúti búzát, melynek minőségét a termesztés 1974-es megszüntetése óta sem sikerült ismét elérni. Ezekből is levonható, hogy abszolút mezőgazdasági jellegű a megye, aminek számos hátránya is van.

### Bányászat
Az ország földgázkitermelésének kb. 20%-a származik a békési kutakból. jelentős még a kőolajkitermelés, valamint az agyag és homokbányászat. A szakemberek szerint nagy lehetőség rejlik a termálvíz hasznosításában is, de ez részben még kiaknázatlan.

### Ipar
Az ipar általánosságban nem annyira jellemző, csak pár város életében játszik meghatározó szerepet (Körösladány, Orosháza, Szarvas), mindenhol a szolgáltatások aránya van túlsúlyban, főleg igaz ez a megyeszékhelyre és Gyulára.
- Békéscsaba

Élelmiszeripar (hús,-kolbászgyártás). Hungarikumnak minősül a Csabai Kolbász. A város rendelkezik a mai napig az ország egyik legkorszerűbb nyomdájával. Ennek tulajdonosa a Kner Rt. Természetesen a Békéscsabán hagyományosnak mondható nyomdaiparnak több képviselője is van, ilyen a Javipa és a Hungária nyomdák.
Új beruházásként jelent meg a város életében a Csaba-Metál Kft (alumíniumöntés és megmunkálás), a Linamar Hungary Kft (gépipar), illetve az SMK Hungária Kft (mobiltelefon részegységek gyártása).
Felépült az Inkubátorház, a Vállalkozási Centrum is.
Immár 500 embert foglalkoztat az újonnan idetelepülő Budapest-Bank Bankműveleti központja is.
A képen szereplő nyomdaépület még most is megvan, a Kner Packaging Kft. tulajdonában, felújítva.
- Gyula

Gyulán az országos hírű Húskombinát, tejpor és sajtgyártás, illetve nyomdaipar (Dürer Nyomda) a legjellemzőbbek. Újabb keletű a Békéswind (szélerőmű alkatrészek gyártása). A várost nem igazán iparosították annak periférikus jellege és gyenge megközelíthetősége miatt. Mindezt azonban kárpótolja a nagy idegenforgalma, hiszen vendégéjszakák szerint Szegedtől kicsit lemaradva a második helyen áll a régióban a Várfürdőnek köszönhetően. A fürdő vize 1967 óta minősített gyógyvíz, évente több ezer külföldi (főleg német) és rengeteg belföldi turista keresi fel.
- Orosháza

Orosházára telepítették Magyarország legmodernebb üveggyárát a nem messze talált földgáznak köszönhetően, amelynek a 60-as évek vége felé kezdődött el a kitermelése. Nagy mezőkre bukkantak Füzesgyarmat, Szeghalom, Pusztaföldvár, Tatársánc, Pusztaszőllös, Kaszaper és Méhkerék körzetében (földgáz). Kőolajat főleg Battonya környékén bányásznak.
Mindezeknek is köszönhetően mára Orosháza vált Békés vármegye legnagyobb ipari központjává, tovább erősödött az üveggyártás, miután privatizálták a gyárat (Guardian Glass Kft.). Szintén nagyot nyert a város azzal, hogy a Linamar itt működteti a legnagyobb magyarországi gyártóegységét számos beszállítót is foglalkoztatva.
- Szarvas

Szarvason a Szarvasi Vas és Fémipari Rt a mai napig jó hírű kávéfőzőivel, csillárjaival, egyéb elektromos készülékeivel állta a versenyt, de 2020-ban megszűnt. A Gallicoop és a Corteva újabb cégek, de mára ők váltak a település húzóerejévé.
- Körösladány

Itt működik Európa legnagyobb mosogatószer-és mosóporgyára, ami a német Henkel tulajdona. Ennek köszönhetően nagyon fejlett a városban a szállítás, logisztika is (Uhrin Trans). Az üzem igen környezetszennyező mivoltára sokan megpróbálták felhívni a figyelmet, eddig sikertelenül.

## Nyelvjárás
Nyelvjárása a magyar nyelv Tisza–Körös-vidéki nyelvjárási régiójába tartozik, és számos sajátos jellemzővel rendelkezik, amelyek a szókincsben és a kiejtésben egyaránt megnyilvánulnak.

### Szókincs
A békési nyelvjárásban számos olyan kifejezés és szó található, amelyek más régiókban nem ismertek. Íme néhány példa:
- Pitli vagy kotli: Konyhai lábas vagy edény.
- Tyepla: A békéscsabai és gyulai termálfürdők meleg vizes medencéje.
- Staférung: Esküvői ajándék, amelyet a családtagok gyűjtenek össze a menyasszonynak.
- Pacuha: Olyan személy, akinek szedett-vedett az öltözéke, vagy lóg rajta a ruha.
- Csuklya: A budapesti "kapucni" megfelelője.
- Uszu: A szotyi, azaz a pirított napraforgó.
- Telázsi: Stelázsi, a kamrában található polcos szekrény.
- Cigánka: Speciális békéscsabai disznótoros étel, belsőségekből készült hurkaféleség.
- Görcsöt köt: A cipő bekötésére használt kifejezés, másutt "csomót kötnek".
- Gömb fagyi: A fagylalt mértékegysége, Budapesten "gombóc".[17]

### Kiejtés
A békési nyelvjárásban a kiejtésben is megfigyelhetők sajátosságok:
- Hosszú magánhangzók: A hosszú "á" és "é" hangok gyakran előfordulnak, például "bátyi" (apátyi) vagy "pályinka" (pálinka).
- Zártabb magánhangzók: A "ü" és "ö" hangok zártabban ejtése jellemző, például "patyika" (patika).
- Kiejtési sajátosságok: A "t" és "d" hangok gyakran lágyabban ejtődnek, például "tükröz" helyett "tyükröz".

Ezek a kiejtési sajátosságok hozzájárulnak a békési nyelvjárás egyedi hangzásához. A békési nyelvjárás tehát gazdag szókincsében és jellegzetes kiejtésében, amelyek a helyi kultúra és hagyományok szerves részét képezik.

## Gasztronómia
Békés vármegye gazdag és változatos gasztronómiájával büszkélkedhet, számos hagyományos étellel és italokkal, amelyek a helyi kultúra és történelem részét képezik. Az alábbiakban bemutatjuk a megye néhány kiemelkedő kulináris különlegességét:
- Svábleves

A svábleves a békési konyha egyik hagyományos étele, amely a sváb telepesek örökségét tükrözi. Ez a gazdag, húsos leves különleges fűszerezésével és sűrű állagával vált ismertté a régióban.
- Körösi halászlé

A Körösi halászlé a Körös folyó mentén élők kedvelt étke, amely friss halakból, főként pontyból készül. A fűszeres, paprikás alaplében főtt halak gazdag ízvilágot biztosítanak.
- Csabai brindzás lángos

A csabai brindzás lángos a csabai kolbász felhasználásával készült lángos, amely a helyi ízeket ötvözi a hagyományos street food fogással. A ropogós tésztán a fűszeres kolbász darabkái és a sajt kombinációja különleges ízélményt nyújt.
- Ordával töltött palacsinta citromfűmártással

Ez a desszert a békési konyha kreatív fogása, amely a hagyományos palacsintát ordával (túróval) tölti meg, majd citromfűmártással tálalja. Az édes és frissítő ízek harmóniája jellemzi.
- Diós kukoricaprósza málnás rebarbaramártással

A diós kukoricaprósza egy édes sütemény, amelyet diós tésztából készítenek, és kukoricadarát adnak hozzá, hogy különleges textúrát kapjon. A málnás rebarbaramártás frissítő savanykás íze tökéletes kiegészítője a süteménynek.
- Csabai kolbász

A csabai kolbász a békési konyha legismertebb terméke, amely fűszeres, paprikás ízéről és jellegzetes füstölt aromájáról híres. A helyi receptúra szerint készül, és a csabai kolbászkészítők hagyományait követi.
- Gyulai kolbász

A gyulai kolbász szintén a régió híres terméke, amely a gyulai kolbászkészítők hagyományait követi. Fűszeres, paprikás ízével és jellegzetes füstölt aromájával vált ismertté.
- Békési szilvapálinka

A békési szilvapálinka a régióban hagyományosan készített szilvapálinka, amely a helyi gyümölcsökből és a helyi pálinkafőzők mesterségéből ered. A szilva gazdag ízvilága és a pálinka tisztasága jellemzi.
- Békéscsabai és békési cigánka

A cigánka egy hagyományos magyar étel, amely a békéscsabai és békési régióban is népszerű. Ez a fűszeres, húsos étel a helyi konyha egyik jellegzetessége.
- Békési birsalma kacsaleves

A birsalma kacsaleves a békési konyha különleges fogása, amely a kacsahús gazdag ízét és a birsalma frissítő savanykás ízét ötvözi. Ez a leves a helyi alapanyagok kreatív felhasználásával készült.
- Gyógypemete cukorka

A gyógypemete cukorka a békési konyha édessége, amely a helyi cukrászok mesterségét tükrözi. Ez a cukorka a helyi hagyományok szerint készült, és a régióban népszerű édesség.

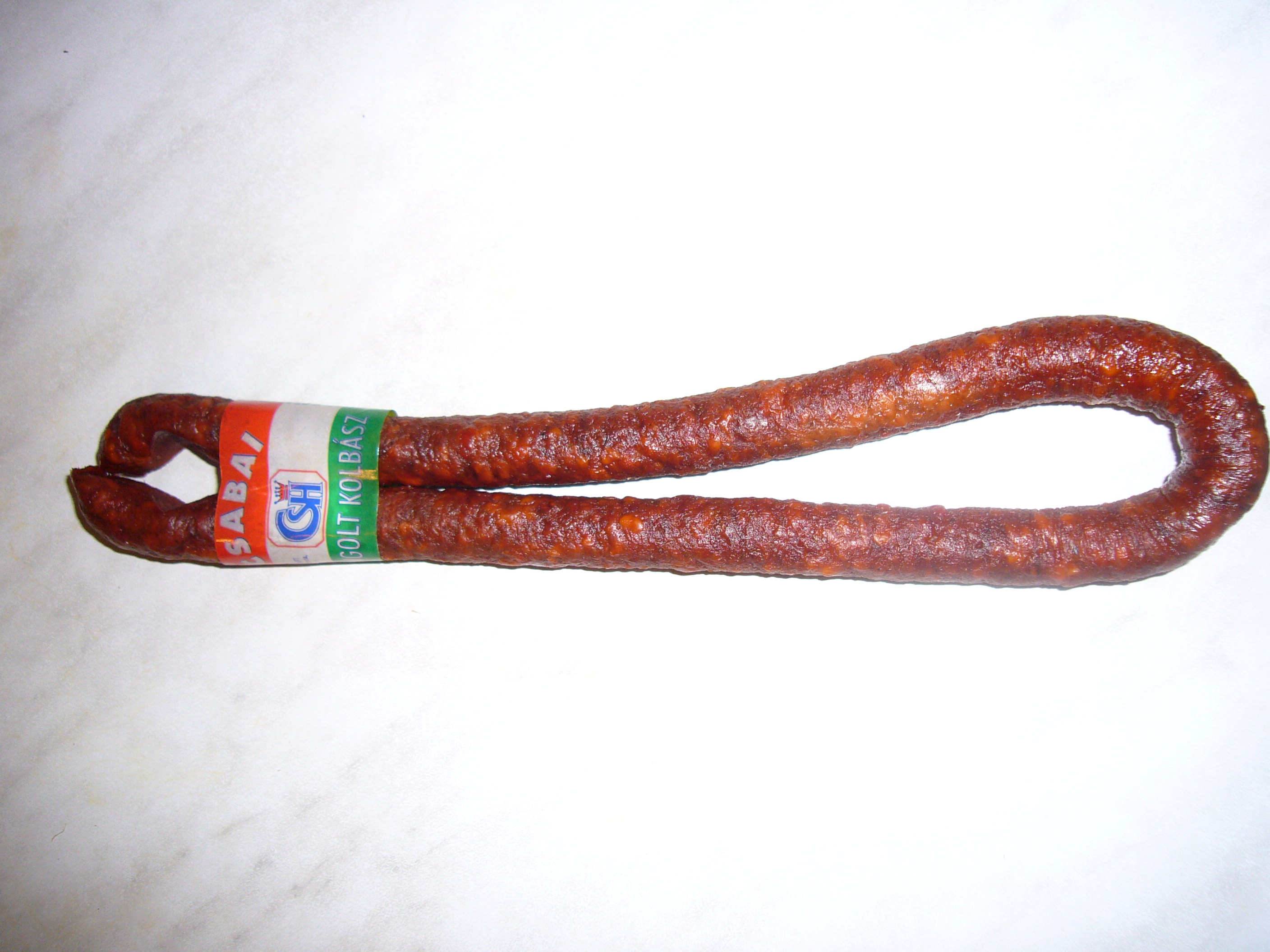
Csabai kolbász
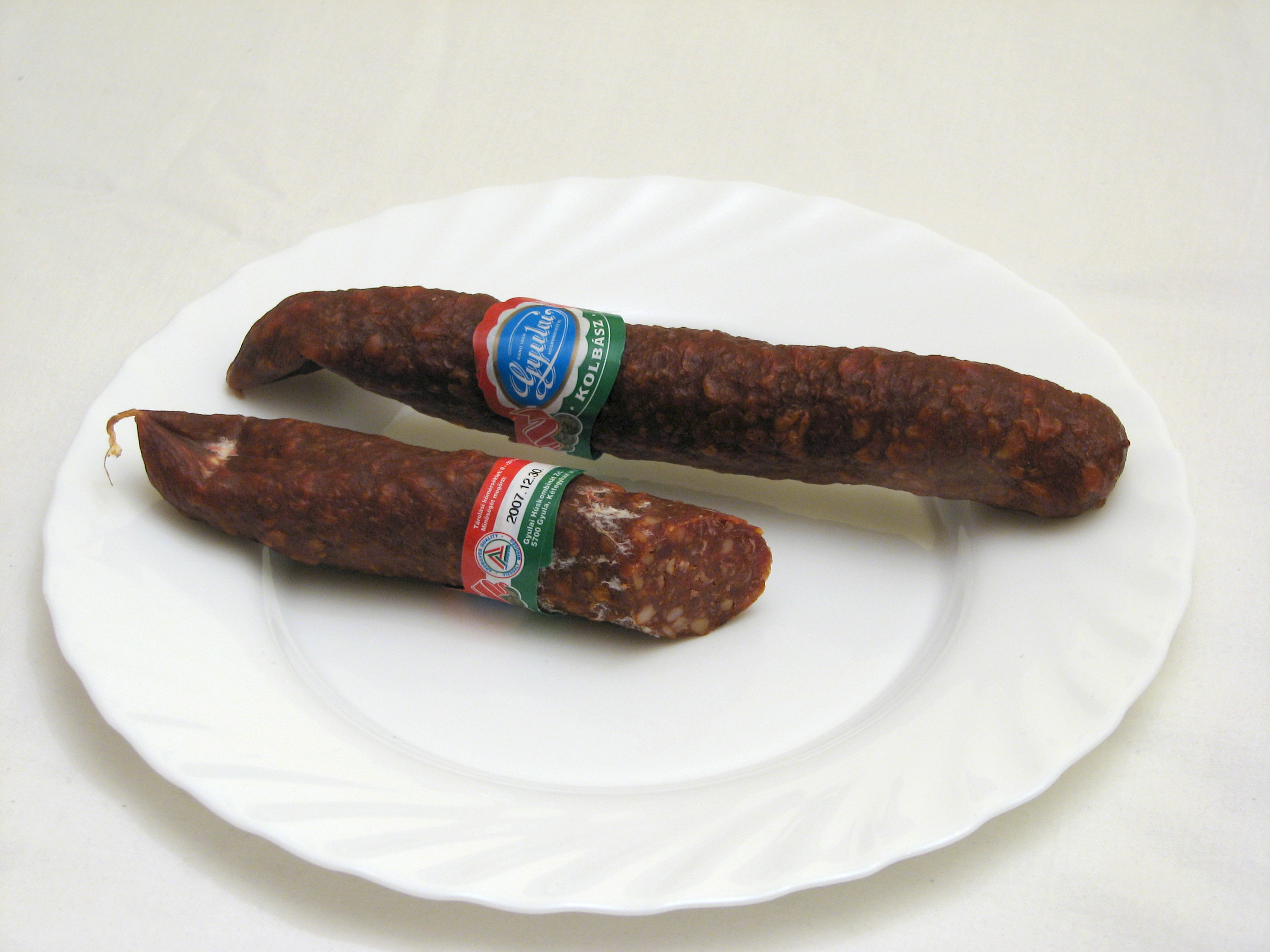
Gyulai kolbász

## Oktatás és köznevelés

### Általános iskolák
A megyében számos általános iskola működik, amelyek az oktatás széles spektrumát kínálják. A legnagyobb városokban, mint Békéscsaba, Gyula és Orosháza, több iskolai intézmény található, mint például a Lencsési Általános Iskola Békéscsabán, a Tisza Kálmán Szakképző Iskola Orosházán, és a Csorvási Gulyás Mihály Általános Iskola Csorváson. Az iskolák különböző oktatási programokat kínálnak, beleértve a művészeti, sport- és nyelvi oktatást is. A Békéscsabai Tankerületi Központ koordinálja a megyében működő intézményeket, biztosítva az oktatás minőségét.

### Középiskolák
A megyében találhatóak gimnáziumok, szakközépiskolák és technikumok, amelyek mindegyike a diákok széles körű képzését célozza. A Békéscsabai Szakképzési Centrum intézményei közé tartozik például a Kós Károly Technikum, a Kemény Gábor Technikum, a Széchenyi István Két Tanítási Nyelvű Közgazdasági Technikum és Kollégium, a Vásárhelyi Pál Technikum, a Trefort Ágoston Technikum, a Zwack József Technikum és a Nemes Tihamér Technikum, melyek műszaki, gazdasági, informatikai és egyéb szakterületeken biztosítanak képzéseket. Ezen kívül a Szent-Györgyi Albert Technikum egészségügyi és szociális képzésekkel, míg a Kőrösi Csoma Sándor Gimnázium és a Andrássy Gyula Gimnázium két tanítási nyelvű gimnáziumi oktatást kínálnak. A középiskolák változatos programokat és szakképzéseket biztosítanak a diákok számára, lehetőséget adva a szakmai és egyetemi továbbtanulásra is.

### Felsőoktatás

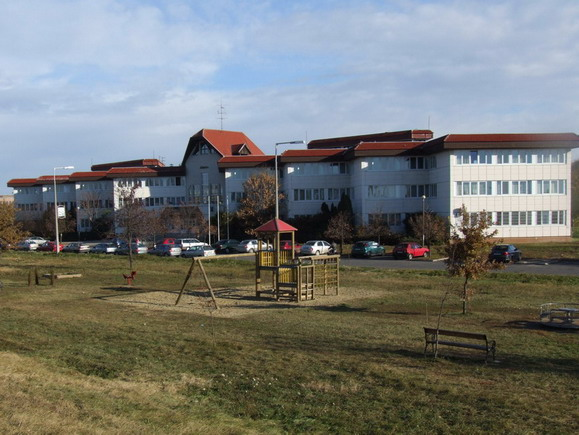
Gál Ferenc Egyetem Gazdasági Kara Békéscsabán

A megyében a felsőoktatás jelentős fejlődésen ment keresztül az utóbbi évtizedekben, különösen a Gál Ferenc Egyetem jelenléte révén. Az egyetem 2018-ban csatlakozott a Szeged-Csanád Egyházmegyéhez tartozó Gál Ferenc Főiskolához, amely stabilitást és fejlődést hozott a megye felsőoktatásába.
Az egyetem Békéscsabán található Gazdasági Kara különösen kiemelkedő. A kar a megye dinamikusan fejlődő székhelyén, megújuló környezetben kínál piacképes tudást. A hallgatók megismerhetik a gazdaság működését, a pénzügyek világát, és tanulhatnak a szakma és az üzleti élet legjobbjaitól. A kar különböző alapszakokat és felsőoktatási szakképzéseket kínál, mint például gazdálkodási és menedzsment, pénzügy és számvitel, valamint műszaki menedzser alapszakok. Emellett különböző felsőoktatási szakképzéseken is tanulhatnak a jelentkezők.
A Gál Ferenc Egyetem három Békés megyei karon – a gyulai Egészség- és Szociális Tudományi Karon, a békéscsabai Gazdasági Karon és a szarvasi Pedagógiai Karon – mintegy 1300 hallgató tanul. A létszám nagyjából fele Szarvason, negyede-negyede pedig Békéscsabán és Gyulán található. Bár akadnak szakok, amelyeknél a létszám mérséklődése figyelhető meg, Békéscsabán tavaly 30 százalék feletti növekedést tapasztaltak.
A Kodolányi János Egyetem orosházi kampusza szintén fontos szereplője a megye felsőoktatásának. Az egyetem különböző szakokat kínál, mint például gazdálkodási és menedzsment, valamint turizmus-vendéglátás. A 2022/23-as tanévben közel 560 hallgató kezdte meg tanulmányait az orosházi kampuszon.
A felsőoktatásba jelentkezők motivációi Békés megyében változatosak. A fiatalok számára a felsőfokú végzettség megszerzése kulcsfontosságú a munkaerőpiacon való érvényesüléshez. A megye gazdasági és társadalmi fejlődése érdekében elengedhetetlen a felsőfokú képzésben résztvevők számának növelése.

## Sport

### Labdarugás
Békés megye labdarúgása gazdag múltra tekint vissza, és számos csapat, valamint bajnokság működik a térségben. A megye legmagasabb szintű bajnoksága a Békés Vármegyei I. osztály, amely az országos rendszerben a negyedosztálynak felel meg. A bajnokságban 12 csapat versenyez a bajnoki címért és az NB III-ba való feljutásért.
A megye legismertebb és legsikeresebb labdarúgóklubja a Békéscsaba 1912 Előre, amely jelentős szerepet játszik a magyar labdarúgásban. A klub története során több alkalommal szerepelt az élvonalban, és a helyi futballélet meghatározó résztvevője.
A megyei labdarúgás irányítását és szervezését az MLSZ Békés Vármegyei Igazgatósága végzi, amely felelős a különböző bajnokságok lebonyolításáért, a csapatok nyilvántartásáért és a helyi futball fejlesztéséért.
A megyei labdarúgásról és a csapatok eredményeiről naprakész információkat találhatunk a Békés Megyei Sport Extra oldalán, amely részletesen beszámol a mérkőzésekről, átigazolásokról és egyéb hírekről.

Békéscsaba 1912 Előre

### Kosárlabda
Kosárlabdaélete aktív és sokszínű, számos csapat és bajnokság működik a térségben. A megye kosárlabdaéletének irányítását a Békés Vármegyei Kosárlabda Szövetség végzi, amely a Magyar Kosárlabdázók Országos Szövetségének (MKOSZ) helyi szervezete. A szövetség felelős a különböző korosztályos bajnokságok szervezéséért és lebonyolításáért, mint például az U11, U12, U14 és a regionális fiú kadett bajnokságok.
A megye egyik kiemelkedő kosárlabdacsapata a Békéscsabai Kosárlabda Klub (BKK), amely a férfi NB I/B Zöld csoportjában szerepel. A csapat a 2024/2025-ös szezonban több kihívással nézett szembe, de folyamatosan dolgozik a jobb eredmények eléréséért.
A Békési Szabadidő és Sport Klub (Békési SZSK) szintén jelentős szereplője a megye kosárlabdaéletének, különösen az utánpótlás-nevelés terén. A klub különböző korosztályos csapatokat működtet, és rendszeresen részt vesz a megyei és országos bajnokságokban.
A megyei kosárlabdaélet eseményeiről és eredményeiről naprakész információkat találhatunk a Békés Megyei Sportextra oldalán, amely részletesen beszámol a mérkőzésekről, átigazolásokról és egyéb hírekről.

### Kézilabda
Kézilabdaélete gazdag múltra tekint vissza, és napjainkban is aktív sportélet jellemzi. A megye kézilabdaéletének irányítását a Békés Vármegyei Kézilabda Szövetség végzi, amely a helyi bajnokságok és versenyek szervezéséért felelős.

#### Férfi kézilabda
- Békési FKC: A Békési Férfi Kézilabda Club (BFKC) a megye egyik meghatározó férfi kézilabdacsapata, amely az NB I/B osztályban szerepel. A klub nagy hangsúlyt fektet az utánpótlás-nevelésre és a helyi tehetségek fejlesztésére.[34]

#### Női kézilabda
- Békéscsabai Előre NKSE: A TAPPE-Békéscsabai Előre NKSE a megye kiemelkedő női kézilabdacsapata, amely az NB I-ben versenyez. A csapat jelentős sikereket ért el az elmúlt években, és fontos szerepet játszik a magyar női kézilabdában.[35]

## Infrastruktúra és közlekedés

### Autópályák
Magyarország egyik olyan térsége, amelyet viszonylag kevés autópálya ér el közvetlenül. A megye közlekedési hálózata elsősorban főutakra és mellékutakra épül, de néhány fontos gyorsforgalmi út és autópálya is megközelíti a térséget.
M44-es autóút a legfontosabb gyorsforgalmi út, amely összeköti a megyét az országos autópálya-hálózattal, Kecskemét és Békéscsaba között teremt gyors és biztonságos kapcsolatot, jelentősen csökkentve a menetidőt Budapest felé. Az út további szakaszainak fejlesztése zajlik.
| Út | Európai út | Érintett települések, nagyobb kereszteződések | Hossz  | Hossz     | Hossz | Hossz     | Térkép |
| Út | Európai út | Érintett települések, nagyobb kereszteződések | Teljes | Elkészült | Épül  | Tervezett | Térkép |
| -- | ---------- | --------------------------------------------- | ------ | --------- | ----- | --------- | ------ |
|    |            | Kecskemét (M8) – Szarvas – Békéscsaba         | 168 km | 93 km     | 32 km | 43 km     |        |

### Főútak
A legfontosabb főutak a 44-es és a 47-es főutak, amelyek Kecskemét és Békéscsaba, illetve Szeged és Debrecen között biztosítanak kapcsolatot.
| Út | Érintett települések                                                                                 | Hossz   | Térkép |
| -- | --- | ------- | ------ |
|    | Békésszentandrás – Szarvas – Csabacsűd – Kardos – Kondoros – Békéscsaba – Gyula                      | 144 km  |        |
|    | Gyomaendrőd – Csárdaszállás – Mezőberény                                                             | 66 km   | –      |
|    | Orosháza – Csorvás – Telekgerendás – Békéscsaba – Mezőberény – Köröstarcsa – Körösladány – Szeghalom | 215 km  |        |
|    | Szarvas – Gyomaendrőd                                                                                | 19,3 km | –      |
|    | Békéscsaba                                                                                           | 12,5 km | –      |
|    | Mezőberény – Békés – Békéscsaba                                                                      | 94 km   |        |
|    | Orosháza – Székkutas                                                                                 | 12,5 km | –      |

### Vasúthálózat és kikötők
A megye vasúti közlekedésének központja Békéscsaba, amely jelentős vasúti csomópontként szolgál. A városon áthaladó főbb vasútvonalak közé tartozik a Budapest–Szolnok–Békéscsaba–Lőkösháza vonal, amely nemzetközi összeköttetést biztosít Románia felé. További fontos vonalak kötik össze Békéscsabát Szegeddel és Gyulával. A megye területén számos vasútállomás és megállóhely található, amelyek a helyi és távolsági közlekedést szolgálják.

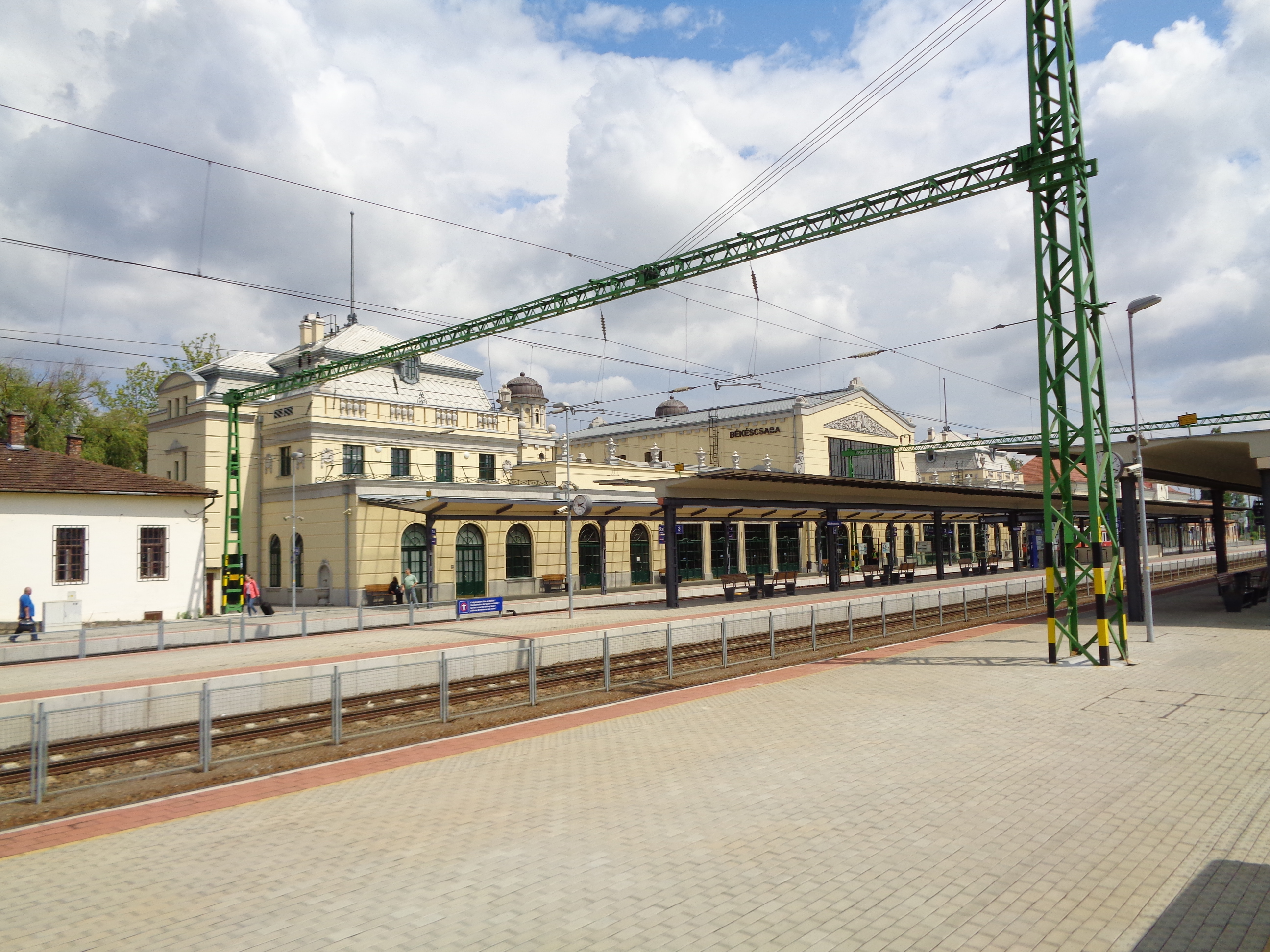
A békéscsabai vasútállomás

Bár Békés megye nem rendelkezik tengeri kikötőkkel, a folyami hajózás jelentős szerepet játszik a térségben. A Kettős-Körös folyó partján található Békési Kishajó Kikötő 85 férőhelyes kapacitással várja a vízi sportok kedvelőit. Szolgáltatásai közé tartozik a csónakok és hajók tárolása, valamint különböző vízi eszközök bérlése, mint például sárkányhajók, túrakenuk és túrakajakok.
Ezen kívül a Köröstarcsai Kishajó Kikötő is jelentős szerepet tölt be a megye vízi közlekedésében, közel 100 kishajó befogadására alkalmas, és 24 órás őrzéssel ellátott létesítményként várja a hajótulajdonosokat és a természetbarátokat.

### Repülőterek
Légi közlekedését elsősorban a Békéscsabai Repülőtér szolgálja ki, amely a megye egyetlen aszfaltozott kifutópályával rendelkező repülőtere. A repülőtér Békéscsaba és Gyula között, a 44-es főút mellett található, mindössze 14 kilométerre a magyar–román határtól. A létesítmény kereskedelmi és sportrepülési célokat egyaránt kiszolgál, és a Békés Airport Kft. üzemelteti.

### Határátkelők
- Battonya – Tornya
- Gyula – Gyulavarsánd
- Méhkerék – Nagyszalonta

## Híres szülöttei
- Albrecht Dürer (Ajtós, 1427 körül – Nürnberg, 1502. szeptember) magyar származású aranyműves, ifjabb Albrecht Dürer világhírű festőművész apja
- Szikszay György (Békés, 1738. március 21. – Debrecen, 1803. június 30.) magyar református pap, makói lelkész, debreceni esperes-lelkész, teológiai író, nyelvész
- Boczkó Dániel (Szarvas, 1789. december 4. – Csabacsűd, 1870. szeptember 9.) földbirtokos, képviselő, kormánybiztos
- Erkel Ferenc (Gyula, 1810. november 7.– Budapest, 1893. június 15.) magyar zeneszerző, karmester, zongoraművész és sakkmester, a Pesti Sakk-kör első elnöke
- Haan Antal (Békéscsaba, 1827. január 5. – Anacapri, Capri, Olaszország, 1888. május 9.) festőművész
- Rónai Dénes (Gyula, 1875. július 10. – Budapest, 1964. április 8.) magyar fényképész, fotóművész, bábművész, filmrendező, operatőr
- Bajcsy-Zsilinszky Endre (Szarvas, 1886. június 6. – Sopronkőhida, 1944. december 24.) magyar nemzeti radikális politikus, újságíró, nyilasok által kivégzett nemzeti ellenálló
- Ján Valašťan Dolinský (Békéscsaba, 1892. február 15. – Nyitra, 1965. március 22.) szlovák zeneszerző, népzenegyűjtő, tanár, újságíró, eszperantista
- Bay Zoltán (Gyulavári, 1900. július 24. – Washington, 1992. október 4.) magyar fizikus, a Magyar Tudományos Akadémia tagja, nevéhez fűződik a magyar Hold-radar-kísérlet, a fotoelektron-sokszorozó és a fénysebességre alapozott méterdefiníció
- Sas József (Békéscsaba, 1939. január 3. – Budapest, 2021. január 17.) Jászai Mari-díjas magyar színész, rendező, író, színházigazgató, humorista
- Vidovszky László (Békéscsaba, 1944. február 25. –) Erkel- és Kossuth-díjas magyar zeneszerző, zenepedagógus
- Ambrus Lajos (Gyula, 1950. március 28. –) magyar író, szerkesztő
- Rákóczi Ferenc (Orosháza, 1970. május 11. –) magyar műsorvezető, médiaszemélyiség, a magyar George Clooney
- Ónodi Henrietta (Békéscsaba, 1974. május 22. –) olimpiai bajnok magyar tornásznő
- Mező Mihály (Gyula, 1978. augusztus 1. –) magyar énekes-gitáros zenész, többek között a Magna Cum Laude énekese
- Hámori Gabriella (Szarvas, 1978. november 1. –) Jászai Mari-díjas magyar színésznő
- Mihalik Enikő (Békéscsaba, 1987. május 11.) modell, az Elite Model Look 2002. évi negyedik helyezettje
- Baji Balázs (Békéscsaba, 1989. június 9. –) világbajnoki bronzérmes és Európa-bajnoki ezüstérmes magyar gátfutó

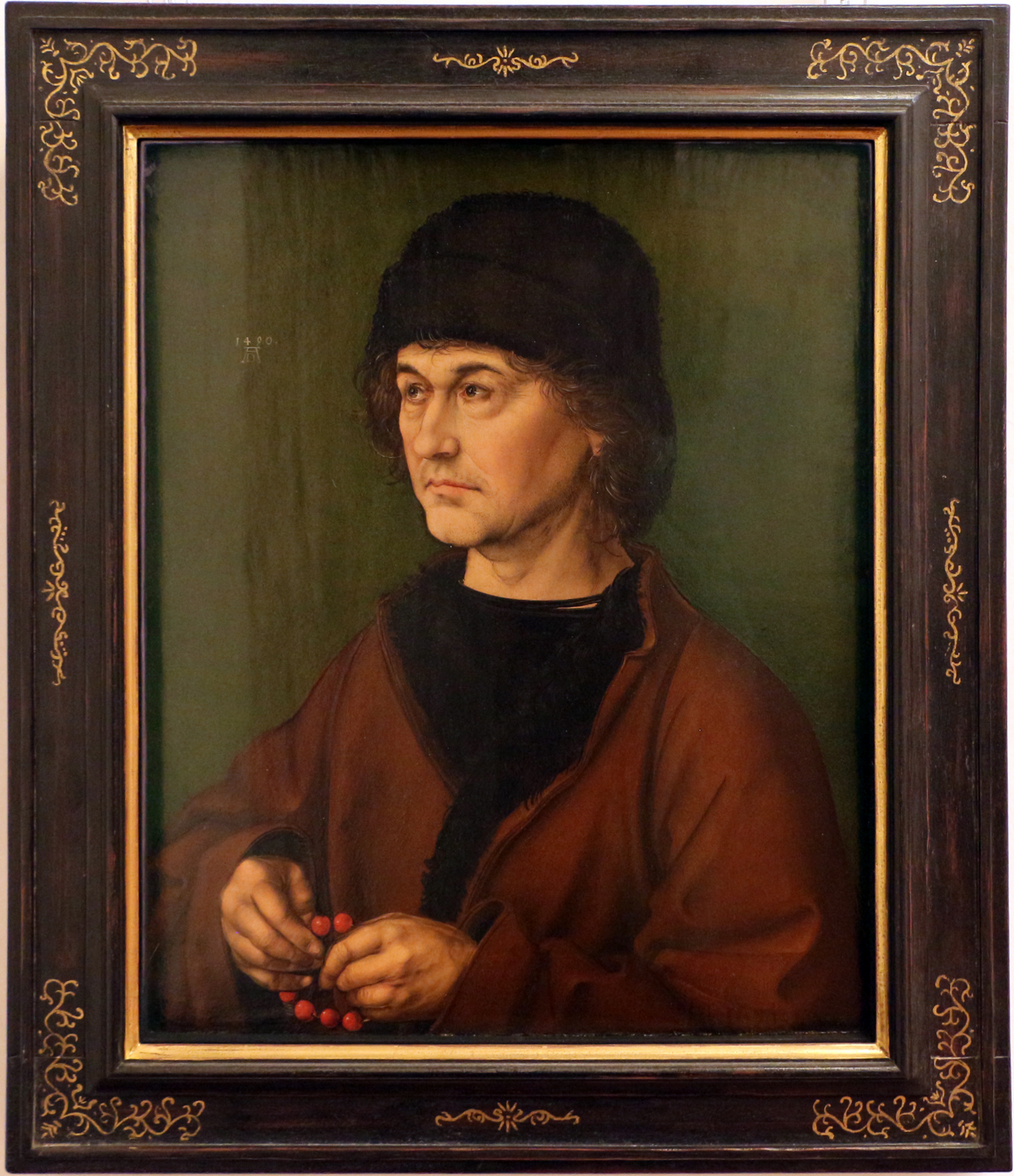
Albrecht Dürer
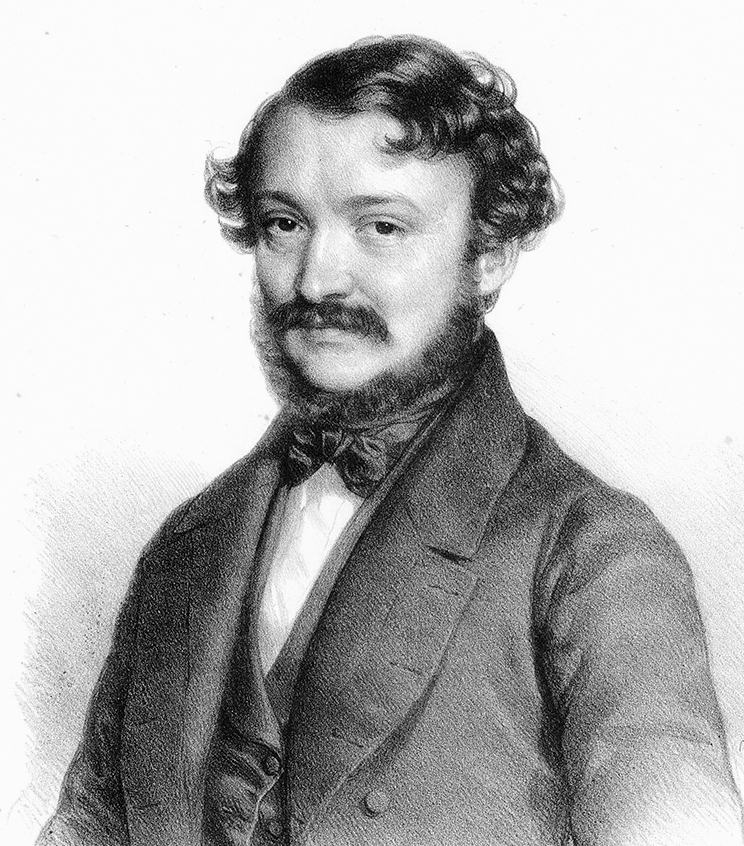
Erkel Ferenc
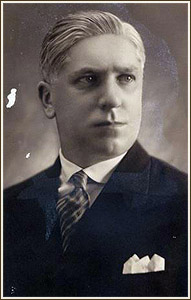
Bajcsy-Zsilinszky Endre
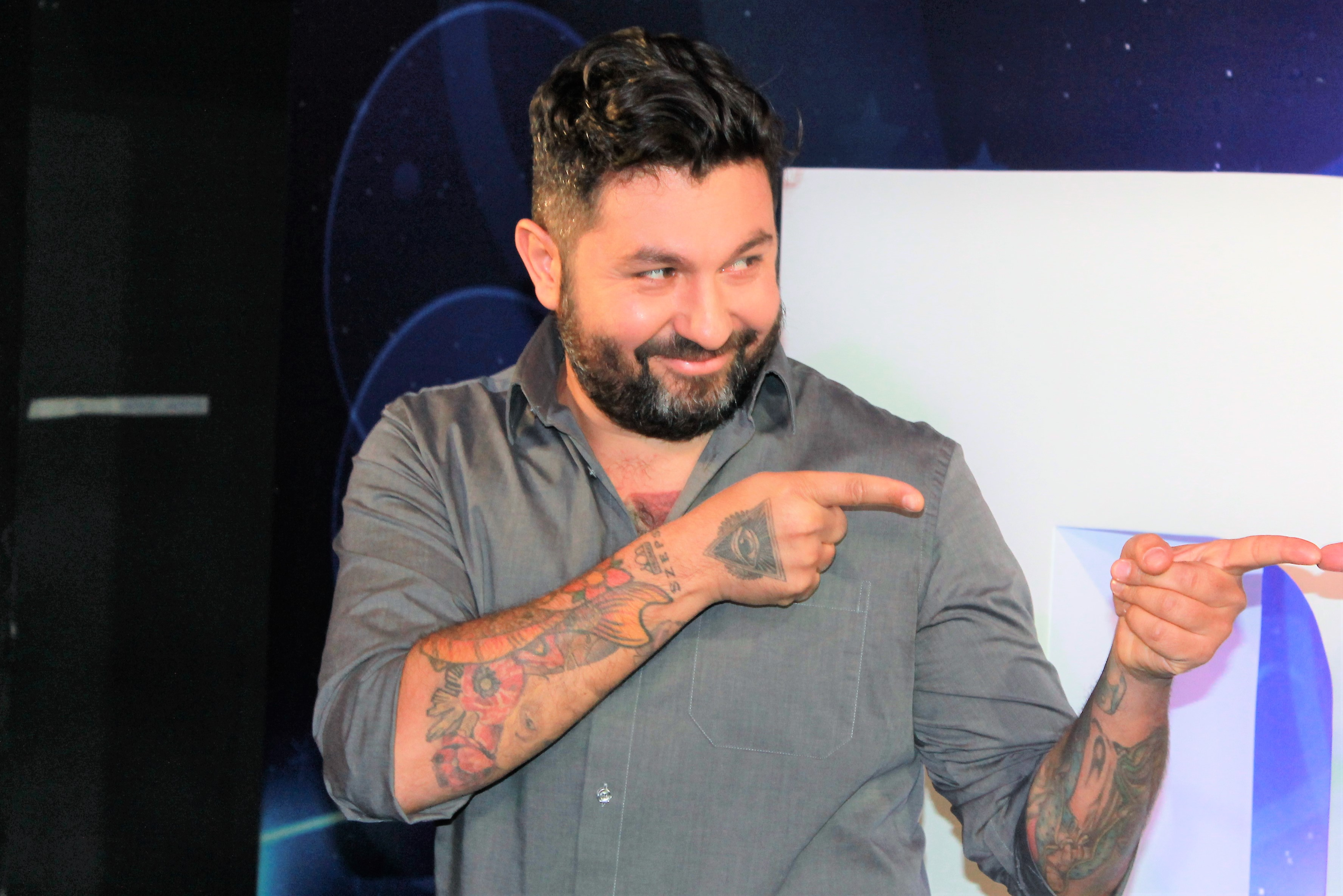
Mező Misi
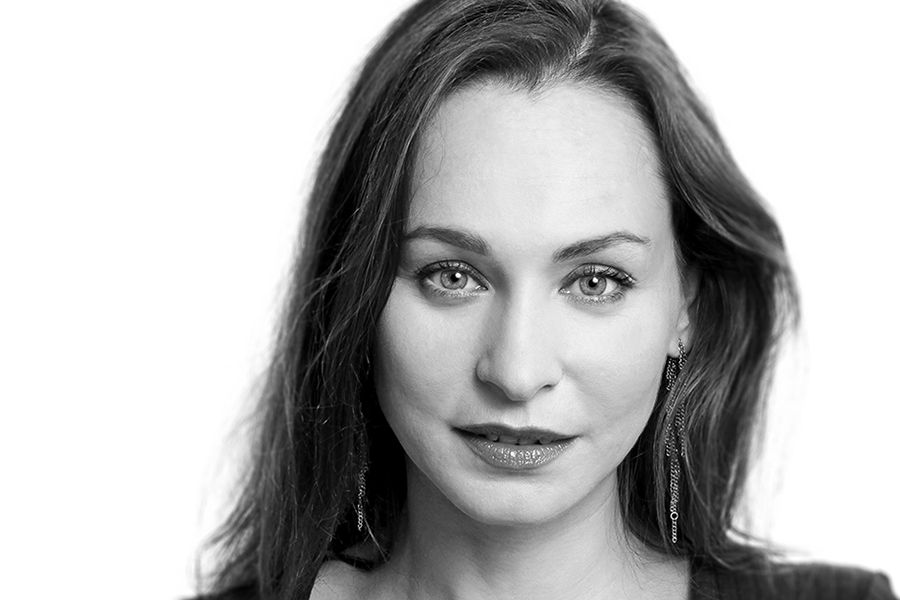
Hámori Gabriella

## Kultúra

### Sajtó
- Csaba TV Archiválva 2017. július 15-i dátummal a Wayback Machine-ben
- hir6.hu – A megyei hírportál
- Békés Megyei Hírlap (napilap)
- Békés Megyei Online (hírportál)
- bszo.hu – Békés Megyei Szó (hírportál)
- Keleten (hírportál)

### Színház és filmművészet
Országosan is kiemelt jelentőségű az 1879. március 8-án az Alföld első állandó kőszínházaként kapuit megnyitó Békéscsabai Jókai Színház és az 1963-ban Miszlay István által életre hívott elsősorban szabadtéri játékairól ismert Gyulai Várszínház, de itt érdemes megemlítsük a 2011-ben alapított Szarvasi Vízi Színházt is.

#### Helyi szerzők
- Ambrus Lajos (Gyula, 1950- ) József Attila- és Berzsenyi-díjas író, szerkesztő
- Hartay Csaba (Gyula, 1977. június 16.–) magyar költő, író
- Kiss Anna (Gyula, 1939 –) író, költő
- Kiss Ottó (1963–) költő
- Krasznahorkai László (1954–) író, Kossuth-díjas (2004)
- Nagy-Laczkó Balázs (Gyula, 1989–) író, régész, novellista.
- Simonyi Imre (1920–1994) költő, József Attila-díjas (1974)
- Strausz Róbert (1979–) Bábművész, meseíró, költő, zeneszerző. A Tick-Tack Bábszínház megalapítója, Fizi Miska mesekarakter megalkotója
- Szilasi László (1964–) József Attila-díjas magyar irodalomtörténész, író, egyetemi docens

## Turizmus

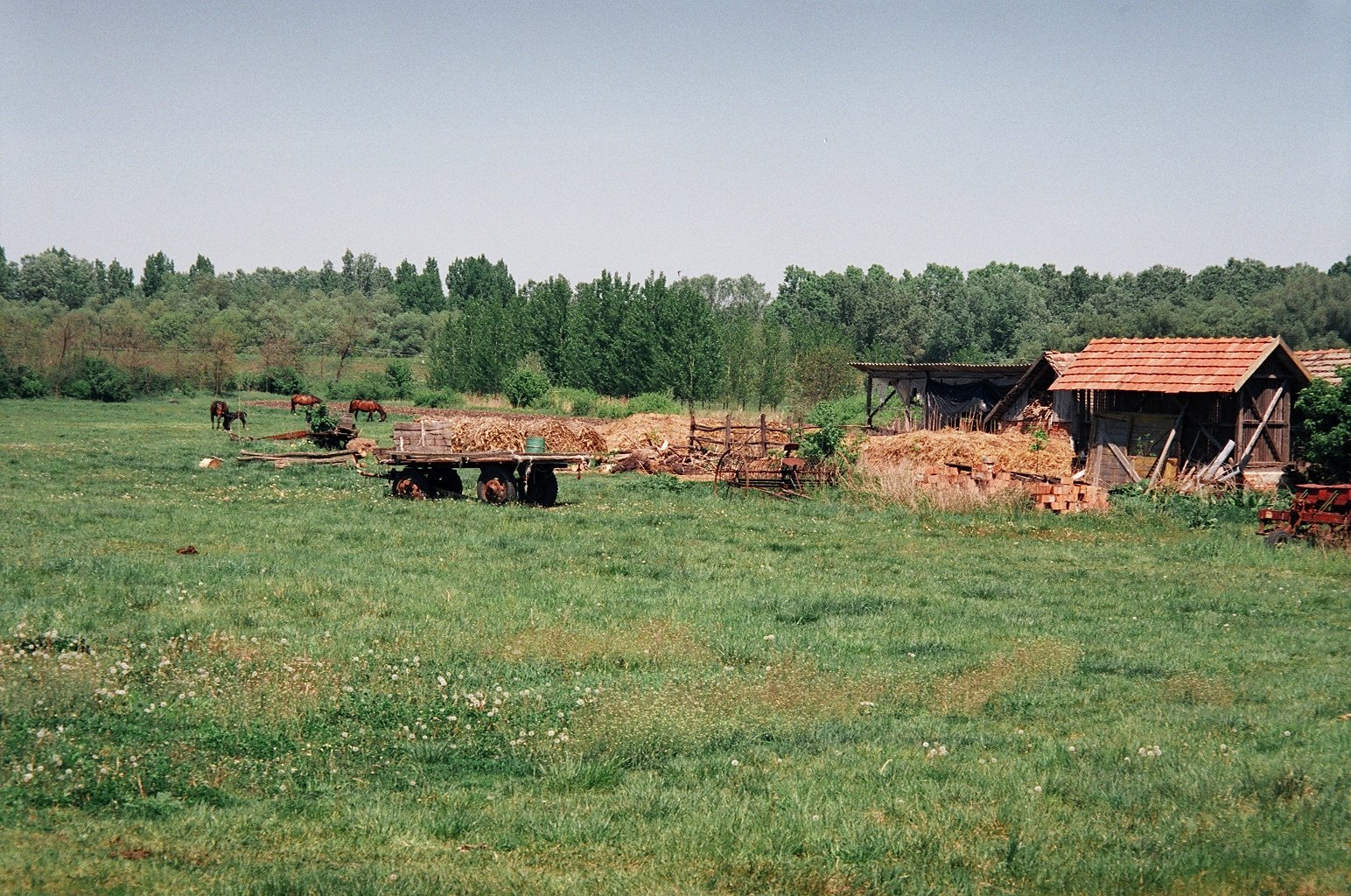
Békés vármegyei tanya

Békés vármegye legismertebb gasztronómiai nevezetességei a csabai kolbász, a gyulai kolbász és a békési szilvapálinka.
A vármegye legfőbb turisztikai központja Gyula, ahova a vár és a várfürdő vonz számos bel-és külföldi vendéget. A Gyulavári Almássy-kastélyt felújították és múzeum üzemel benne. Szintén népszerű hely még Szarvas és a szomszédos Békésszentandrás, ami főként a belföldi turizmusra támaszkodik. A Körösök holtágaihoz nyáron igen sok fürdőző, valamint horgász érkezik. Füzesgyarmatot, Gyopárosfürdőt, Nagyszénást és Tótkomlóst a gyógyfürdőjük teszi látogatottá, míg Békéscsabára főként a csabai kolbászfesztivál vonz sok vendéget.
A vármegyében sok kastély található, de ezek nagy része elhanyagolt állapotban van. Említést érdemel még a vadászturizmus is, mivel Békés vármegye elég gazdag apróvadakban.
A vármegyében egyedülálló módon több, mint 45 éve áll Nagyszénáson a Kiss György Csillagda, a régió egyik legjelentősebb csillagászati intézménye.
Lásd még:
- Békés megye turisztikai látnivalóinak listája
- Dél-Alföld turisztikai régió

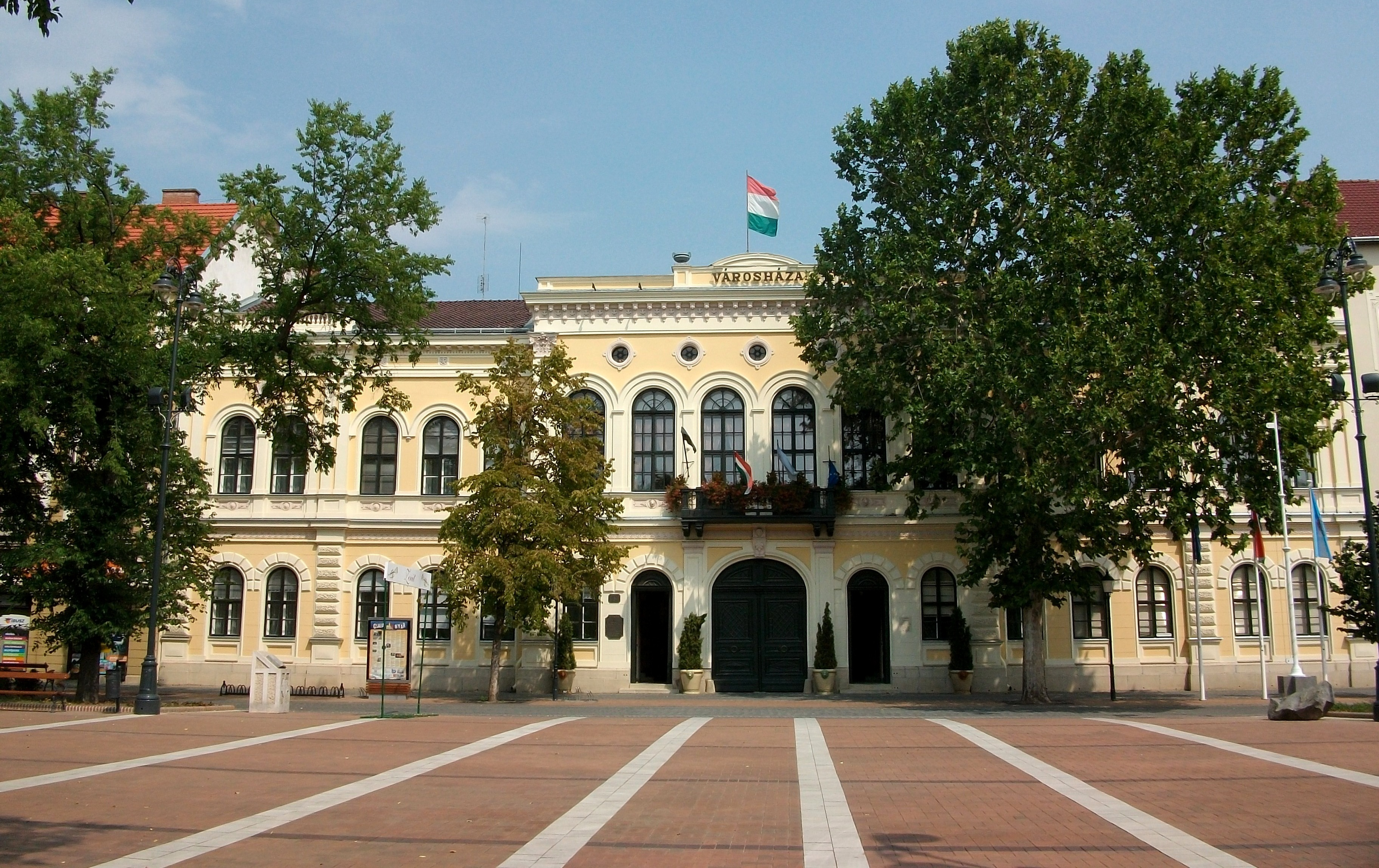
Békéscsaba, a vármegyeszékhely
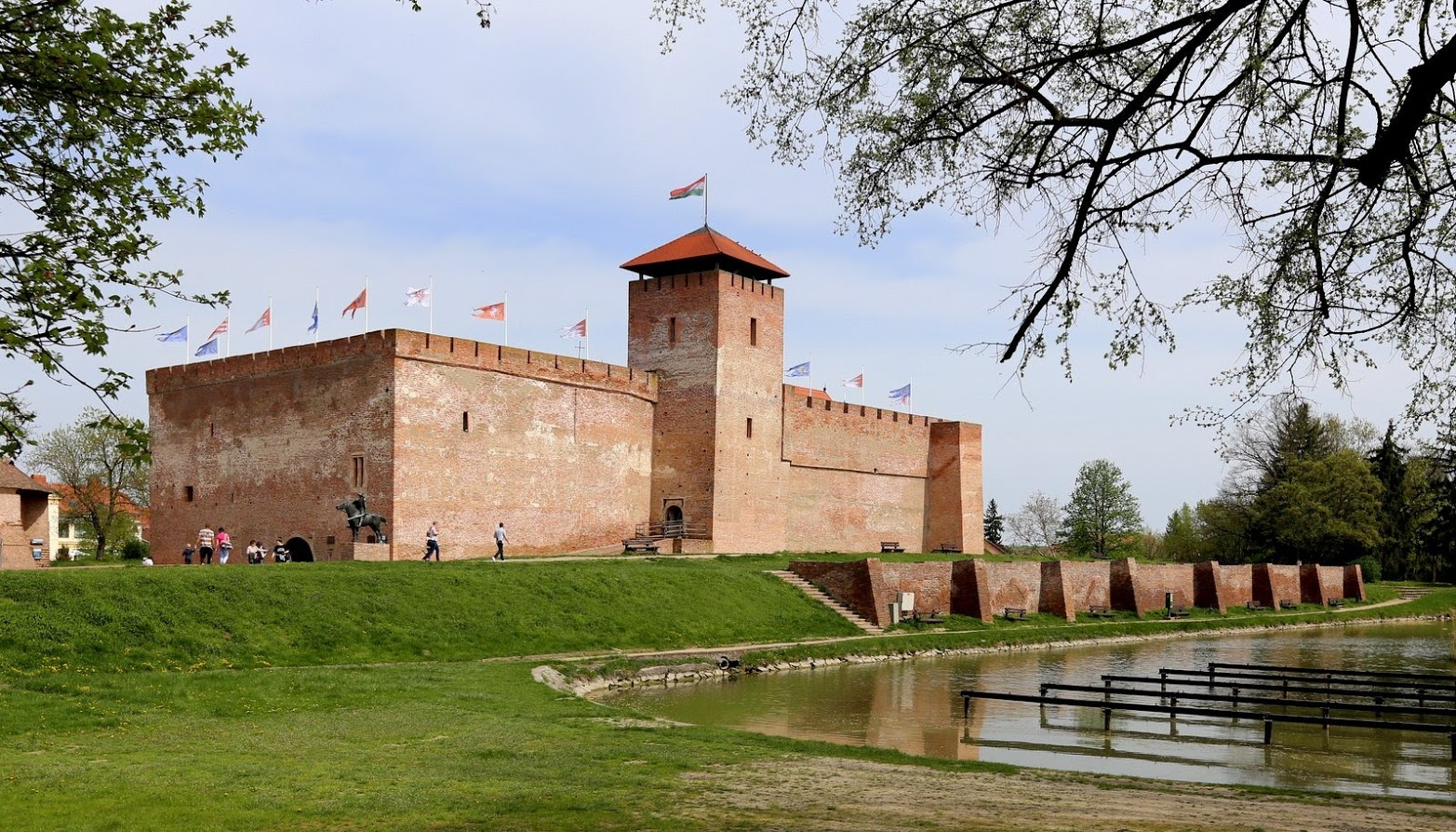
A gyulai vár
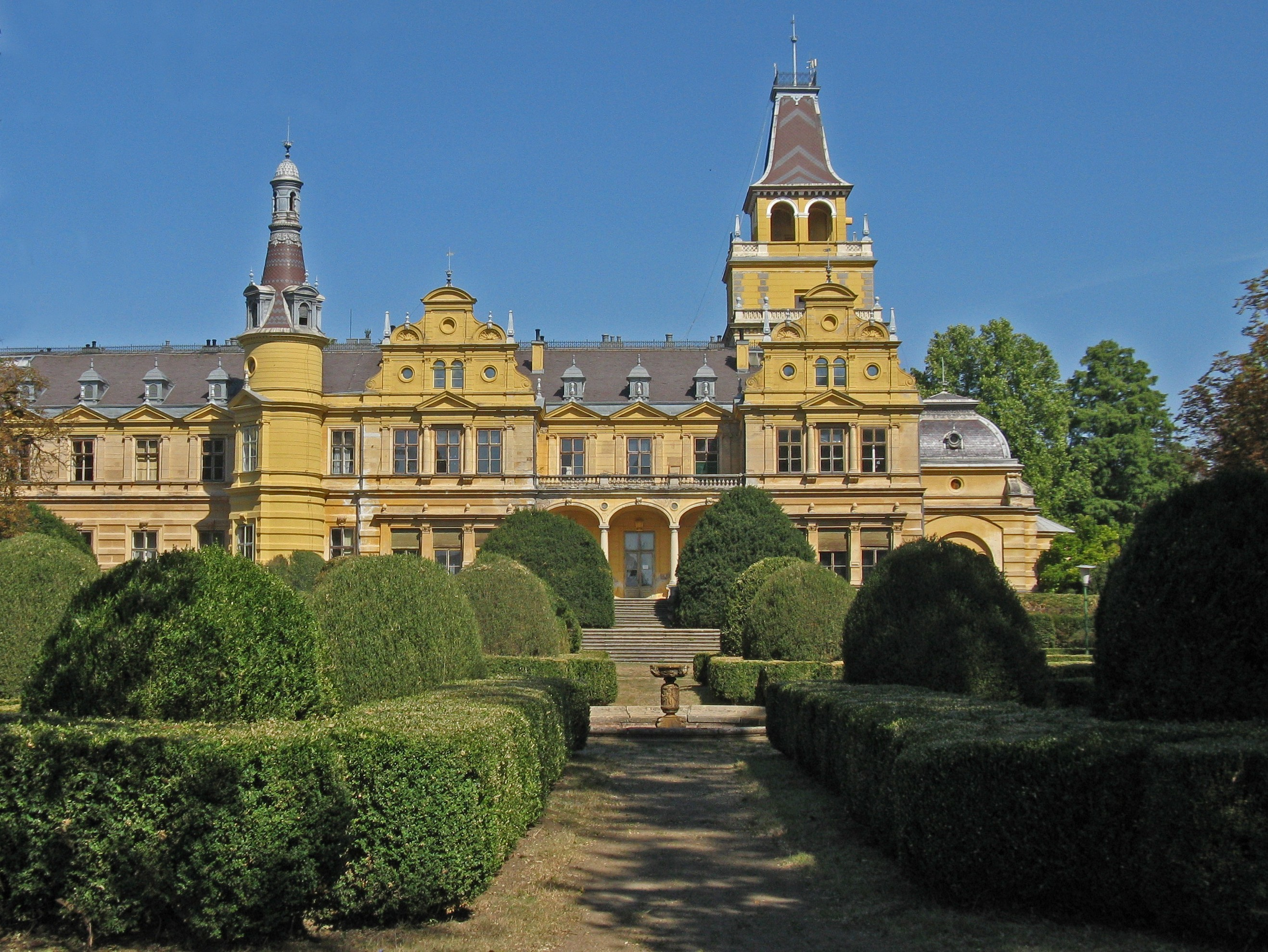
A Wenckheim-kastély Szabadkígyóson
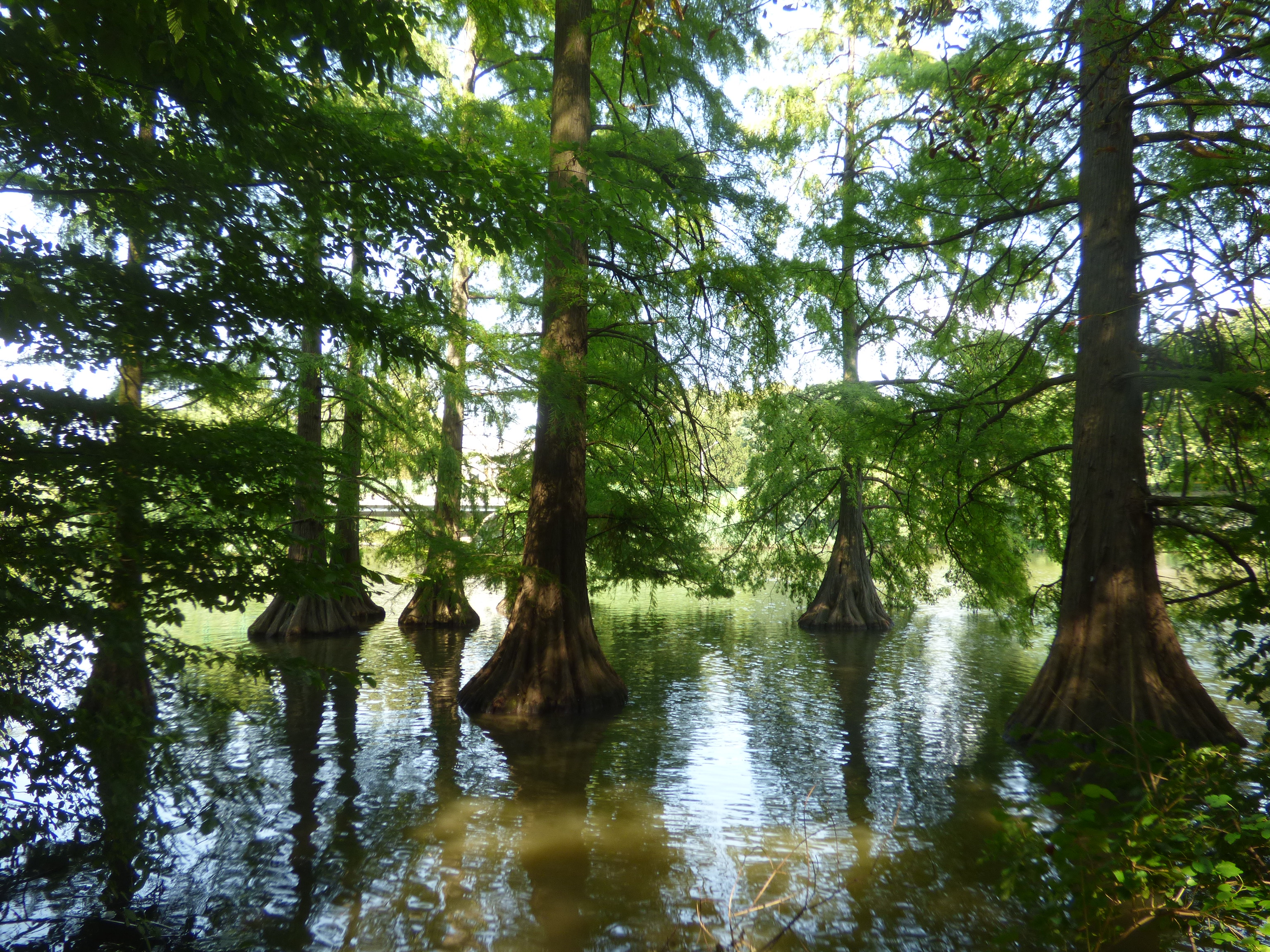
Holt-Körös partja Szarvas közelében
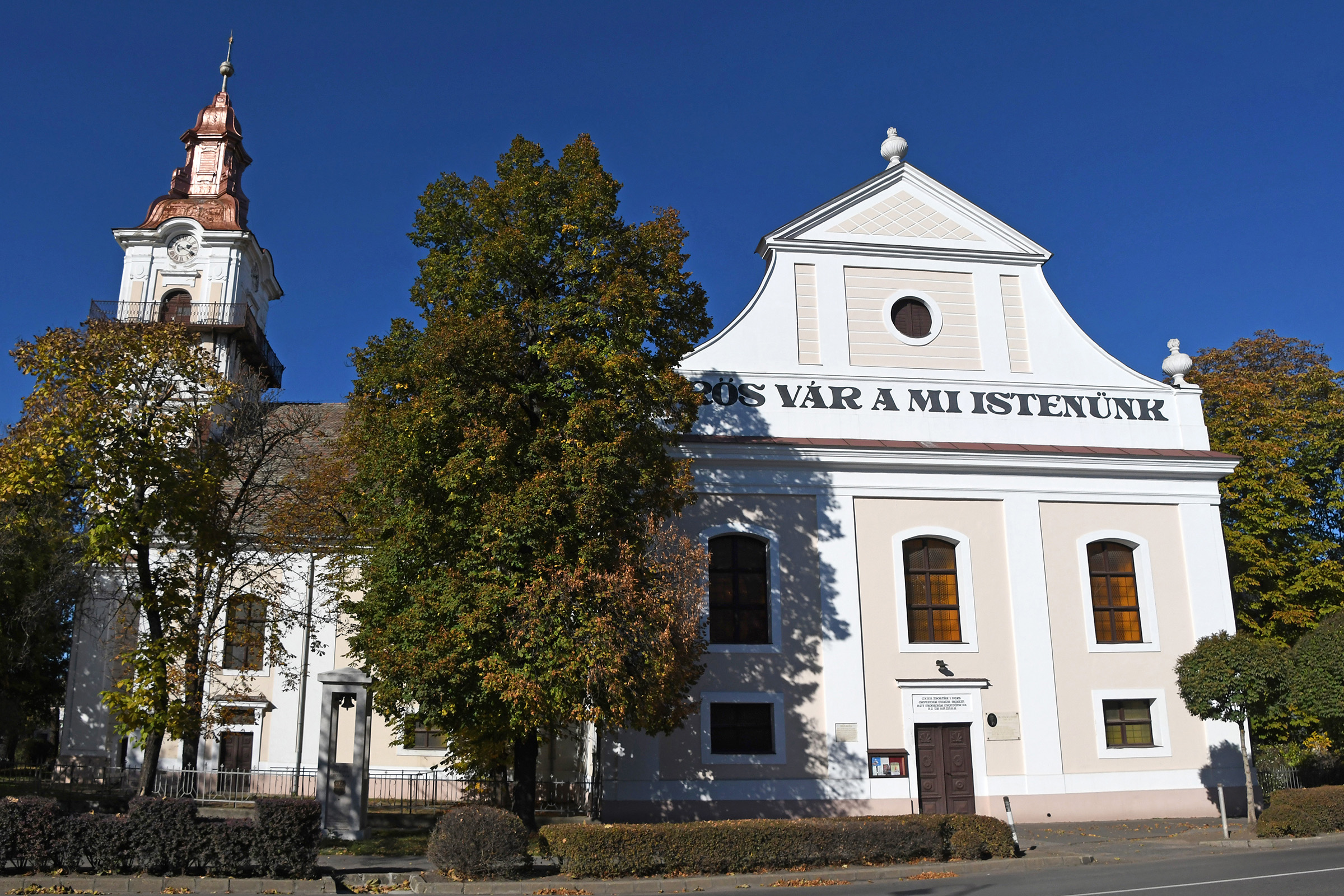
Az evangélikus templom Orosházán
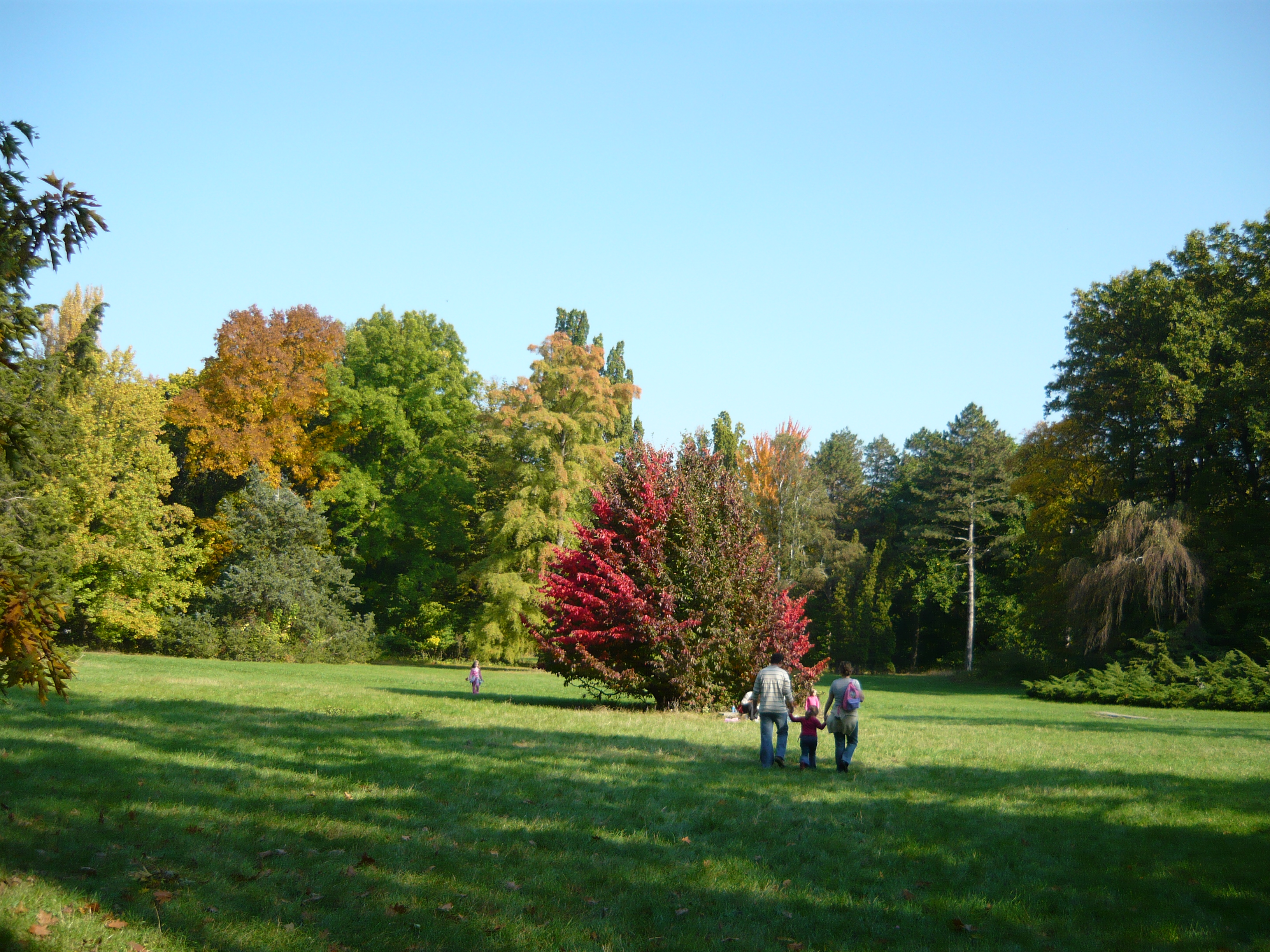
Az Arborétum Szarvason
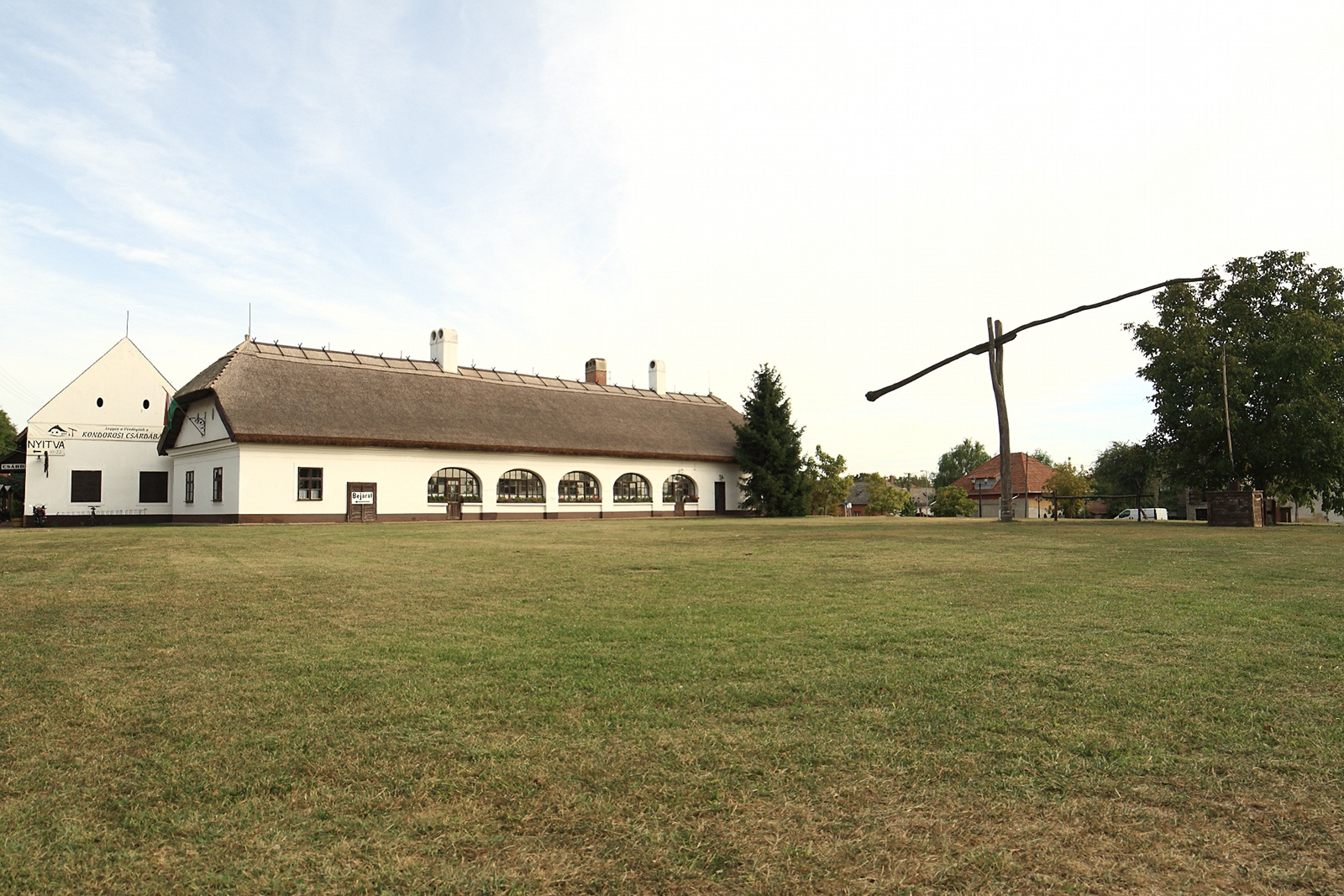
A kondorosi csárda
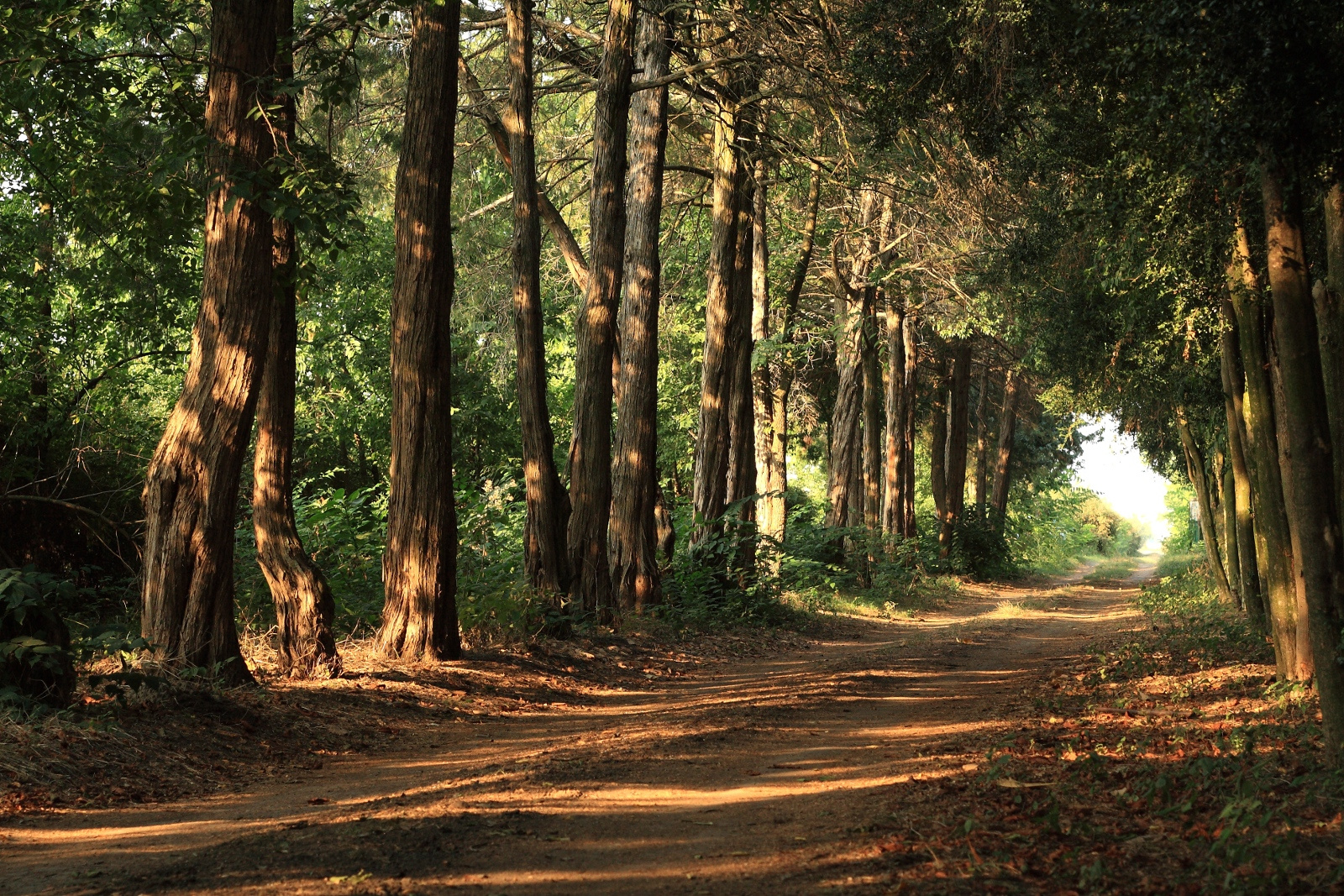
Batthyány-Geist-vadászkastély parkja Kondoroson

## Testvérmegyék
Forrás:
| Megye/tartomány neve | Ország             |
| -------------------- | ------------------ |
| Worcestershire       | Egyesült Királyság |
| Kovászna megye       | Románia            |
| Arad megye           | Románia            |
| Hargita megye        | Románia            |

### Partner megyék
Megyék, amelyekkel nincs aláírt együttműködési egyezmény (testvérmegyei szerződés).
| Megye/tartomány neve      | Ország        |
| ------------------------- | ------------- |
| Deux-Sévres megye         | Franciaország |
| Nyugat-Flandria tartomány | Belgium       |

## Települései
Békés vármegye településszerkezete alföldi jellegű, jellemző a kevés, nagy lélekszámú és kiterjedésű község, valamint a tanyák. A vármegye lakónépessége 338025 fő. A lakónépesség 77%-a él városokban, a megyeszékhely városban 17,5%-a.
A lakónépességet tekintve a megye legnagyobb települései Békéscsaba, Gyula és Orosháza (ezek mind 20 ezer főnél népesebbek), míg a legkisebb város Medgyesegyháza. A vármegye legkisebb települése Újszalonta. A 10 ezer főnél népesebb városok száma 6, míg az 5 ezer főnél népesebb városok száma 16. A megye lakosságának 48 százaléka él a hat 10 ezer főnél népesebb városban.

### Városok
Népesség szerinti sorrendben, a KSH adatai alapján:
| Sorsz. | Település      | Lakónépesség                  | Járás                 |
| ------ | -------------- | ----------------------------- | --------------------- |
| 1.     | Békéscsaba     | 54 460 fő (2024. jan. 1.) +/- | Békéscsabai járás     |
| 2.     | Gyula          | 27 834 fő (2024. jan. 1.) +/- | Gyulai járás          |
| 3.     | Orosháza       | 25 206 fő (2024. jan. 1.) +/- | Orosházi járás        |
| 4.     | Békés          | 17 526 fő (2024. jan. 1.) +/- | Békési járás          |
| 5.     | Szarvas        | 14 464 fő (2024. jan. 1.) +/- | Szarvasi járás        |
| 6.     | Gyomaendrőd    | 12 003 fő (2024. jan. 1.) +/- | Gyomaendrődi járás    |
| 7.     | Mezőberény     | 9414 fő (2024. jan. 1.) +/-   | Békési járás          |
| 8.     | Sarkad         | 9093 fő (2024. jan. 1.) +/-   | Sarkadi járás         |
| 9.     | Szeghalom      | 7945 fő (2024. jan. 1.) +/-   | Szeghalmi járás       |
| 10.    | Dévaványa      | 6582 fő (2024. jan. 1.) +/-   | Gyomaendrődi járás    |
| 11.    | Vésztő         | 6087 fő (2024. jan. 1.) +/-   | Szeghalmi járás       |
| 12.    | Mezőkovácsháza | 5272 fő (2024. jan. 1.) +/-   | Mezőkovácsházai járás |
| 13.    | Tótkomlós      | 5238 fő (2024. jan. 1.) +/-   | Orosházi járás        |
| 14.    | Füzesgyarmat   | 4944 fő (2024. jan. 1.) +/-   | Szeghalmi járás       |
| 15.    | Battonya       | 4860 fő (2024. jan. 1.) +/-   | Mezőkovácsházai járás |
| 16.    | Újkígyós       | 4675 fő (2024. jan. 1.) +/-   | Békéscsabai járás     |
| 17.    | Kondoros       | 4521 fő (2024. jan. 1.) +/-   | Szarvasi járás        |
| 18.    | Csorvás        | 4369 fő (2024. jan. 1.) +/-   | Békéscsabai járás     |
| 19.    | Mezőhegyes     | 4286 fő (2024. jan. 1.) +/-   | Mezőkovácsházai járás |
| 20.    | Elek           | 4274 fő (2024. jan. 1.) +/-   | Gyulai járás          |
| 21.    | Körösladány    | 4066 fő (2024. jan. 1.) +/-   | Szeghalmi járás       |
| 22.    | Medgyesegyháza | 3126 fő (2024. jan. 1.) +/-   | Mezőkovácsházai járás |

### Községek, nagyközségek
- Almáskamarás
- Békéssámson
- Békésszentandrás
- Bélmegyer
- Biharugra
- Bucsa
- Csabacsűd
- Csabaszabadi
- Csanádapáca
- Csárdaszállás
- Doboz
- Dombegyház
- Dombiratos
- Ecsegfalva
- Gádoros
- Gerendás
- Geszt
- Hunya
- Kamut
- Kardos
- Kardoskút
- Kaszaper
- Kertészsziget
- Kétegyháza
- Kétsoprony
- Kevermes
- Kisdombegyház
- Körösnagyharsány
- Köröstarcsa
- Körösújfalu
- Kötegyán
- Kunágota
- Lőkösháza
- Magyarbánhegyes
- Magyardombegyház
- Medgyesbodzás
- Mezőgyán
- Méhkerék
- Murony
- Nagybánhegyes
- Nagykamarás
- Nagyszénás
- Okány
- Örménykút
- Pusztaföldvár
- Pusztaottlaka
- Sarkadkeresztúr
- Szabadkígyós
- Tarhos
- Telekgerendás
- Újszalonta
- Végegyháza
- Zsadány